# 亜人 (漫画)
『亜人』（あじん）は、桜井画門による日本の漫画。『good!アフタヌーン』（講談社）において、23号（2012年7月6日発売）から2021年3月号（2021年2月5日発売）まで連載された。2024年3月時点で累計部数は1200万部を突破している。
単行本1巻には原作者として三浦追儺の名前があったが、2巻以降（第6話から）は桜井の単独名義となっている。
2015年に劇場3部作としてアニメ化され、翌2016年にかけて3部上映。2016年にはテレビアニメが分割2クールにて全26話放送。2017年には実写映画化された。

## あらすじ
17年前のアフリカの戦場で死ぬことがない新生物「亜人」が確認された。世界は大きな騒ぎに包まれたが、死なないことを除けば人間と変わらないことが明らかになると、いつしか話題にもならなくなった。
7月23日、友達と下校中だった少年永井圭は、交通事故に遭い轢死するが、すぐに生き返った。亜人だと判明した圭は、政府に追われる身となり、疎遠になっていた幼馴染の海斗を頼ってバイクで逃走を図る。戸崎を始めとする政府機関の集団が圭を確保すべく動く中、「帽子」と呼ばれる謎の男である佐藤が、亜人の田中と共に圭に近付こうと試みる。やがて圭は、迷惑をかけないために海斗と別れて、佐藤に近付く。
圭は「静かな生活を送ろう」という佐藤に心を許しかけるが、佐藤の手によって戸崎の所属する厚生労働省に差し出されてしまう。そして厚労省の暗部で行われていたのは、亜人へのむごい虐待実験だった。圭はそこで、幾たび殺されても死ねないことによる地獄を見る。約10日後、佐藤たちが亜人研究所に乗り込み、圭を救う。しかしその過程で圭の非情な、そして佐藤の残忍な本性が露わになり、圭は佐藤との戦いの末に別れて研究所から逃れた。
佐藤は独自の方法で政府未確認の亜人たちと合流。そこで佐藤は人の大量虐殺を行うと宣言。これを拒んだ亜人たちはことごとく佐藤に囚われたが、中野攻のみ佐藤から逃げ延びる。中野は佐藤を止めるべく、田舎で穏やかさを取り戻した圭と出会い助けを求めるが、圭にその心はなく逆に穏やかさを妨げる者として中野は囚われてしまう。
その間に佐藤は、亜人実験に加わったグラント製薬の建物を襲うことを予告。ビルに向けて飛行機を墜落させるという大規模テロを決行し、さらには佐藤捕獲に動いたSAT50人をショットガンで全滅させ、世間を震撼させる。
佐藤の凶行で亜人の立場も危うくなり、田舎の人たちにも亜人であることが知られてしまった圭は、渋々ながら佐藤を止めることを決め、中野と共に戸崎を脅迫して指揮下に入ることになる。そして、リーダーである戸崎の部下で亜人の下村泉らによって構成される佐藤対策班は、佐藤が暗殺すると予告した人物の企業に身を寄せ、佐藤による襲撃に備える。

## 登場人物
声はアニメ版の声優、演の項は実写映画版の俳優を指す。

### 主な登場人物
永井 圭（ながい けい）
声 - 宮野真守、朝井彩加（幼少期） / 演 - 佐藤健
本作品の主人公。亜人。平凡な見た目の青年。埼玉県入間市出身。トラックに轢かれたが、その場で復活する。しかし、多くの一般人に目撃されたことで大々的に報道され、日常を失う。それまでは高校に通い、妹の病気を治すために医者を目指していた。国立医学部模試で1桁の順位を取ることができる頭脳の持ち主で、幼いころから一度見た物は大抵覚えられたという。亜人の特性をすぐに理解する頭の回転の良さ、ちょっとした異変に気付く観察眼、拳銃を渡された際に説明を受けずに扱えるなど、能力が高い。さらに幼少時より亜人の特殊能力である「黒い幽霊」を無意識に発現させることができていた。
妹から「クズ」と称されるほど利己的かつ合理的な性格。当初はそれほど目立たなかったが、捕らえられて研究所での虐待実験を機に利己的な面が顕著に表れるようになる。その性格は少年のころから変わらず、当時友人だった海斗が犯罪者の息子だと知ると、将来医者になるのに妨げになるという理由で一方的に関係を絶つ。また、佐藤討伐に参加した理由も佐藤のせいで亜人全体のイメージが悪化し、自身の生活にも悪影響があるためである。
「自分はうわべ以外で人の心配などしたことがない」と語っているが、佐藤に拉致された妹の身を心配したり、佐藤に殺されそうになった研究員を助けたことで自身の身が危険になり後悔したりと、必ずしも合理的でなく情動的な面も持ち合わせている。
自身が亜人だとわかると、負傷するとすぐに自殺するほど死への恐怖はないが、「断頭」を唯一恐れている。
黒い幽霊は、佐藤には「プレーン」と評されており、比較的人間に近い形状をしている。オグラ・イクヤによるとIBMが平均の3倍は濃い。ほかの亜人たちと違い黒い幽霊を連続して複数体（本人曰く最高で9体）、しかも長時間出現（通常は5分程度なのに対し30分ほど）させることができるが、命令はあまり聞かず暴走することが多い。
アニメ版
彼のIBMは第1期10話から彼の言ったことと逆のことの行動をとるが、その性質を理解して利用している。第2期15話から制御ができなくなるが、特訓の成果か17話から使いこなせるようになる。22話で一時的にIBM自体を出せなくなり24話で再び出せるようになる。
研究所で切られた髪は中野と会った時点で伸びておらず短いまま物語は進行する。
第2ウェーブの武蔵重工での戦闘であと一歩のところで佐藤を確保するところだったが失敗し黒服3名を喪ってしまう。その後、最終ウェーブを計画する佐藤たちを止める作戦に参加しないことを表明するが、慧理子を危機から救出したことで心変わりし再度佐藤たちに挑む。陸上自衛隊駐屯地下の地下坑道で佐藤たちを生き埋めにする作戦を計画するが地下坑道の床が抜けさらに下の古い地下壕に落ちてしまい失敗する。対峙した佐藤に彼を「断頭」した後に近しい人物を目の前で殺すと宣告されフラッド現象を引き起こす。大量に発生したIBMに八裂きにされた佐藤は回復していたところ、米軍ヘリの攻撃によって無力化、麻酔銃を撃たれ捕獲された。田中と共に米軍に引き渡され事件は終結した。かに見えたが、佐藤と田中を輸送中の米軍機が爆破され佐藤たちは再び自由の身になる。この事実は米軍によって隠蔽されたため、戸崎から彼にこのことが伝えられるまでしばらくの時間がかかった。電話の向こうの戸崎の元に以前のメンバーが集まっている中、戸崎から召集がかかり、佐藤たちとの新たな戦いを示唆したところで物語は終わりを迎える。
実写映画版
26歳で、妹を救うために研修医となった設定となっている。
海斗（かいと）
声 - 細谷佳正、合田絵利（幼少期）
名字不明。圭の幼少時からの友人であるが、一方的にその関係を絶たれる。圭とは別の北高という高校に通っているが、疎遠になった後も圭のことを友人と思っており、圭が亜人であるということが発覚した時も変わらず接した唯一の人物。
圭の母親によると犯罪者の息子らしいが詳細は不明。前向きな思考回路を持ち、亜人に対して理解のある態度を示す。
亜人であると判明した直後の圭の逃亡を手助けし、自らの命に危険がおよぶ場面になっても圭を守ろうと奮闘する。しかし度重なる生命の危険に見舞われたことから単身での逃亡を選んだ圭に置き去りにされた。
現在は亜人の逃亡を幇助した罪により服役中で、少年院で亜人の琴吹武と出会う。置き去りにされた後も圭の身を案じ、非常時には迷わず助けるつもりでいる。ちなみに、政府が「亜人擁護思想の人間」に登録している人の中に「海斗」という名前が載っている。
最終ウェーブが行われている入間基地のニュースに圭が映っていることを受け、彼は琴吹のIBMで少年院を脱出し、佐藤から別れの挨拶をされている圭の元にバイクで現れる。圭と共に佐藤に射殺されるが、そのことで圭のフラッド現象が発生し、大量のIBMを発生させるきっかけとなる。フラッドで彼の身体は修復され亜人に「なりかけ」の状態になり、圭が地下に避難させ心肺蘇生を行ったことで息を吹き返す。亜人になった可能性があるが、彼には琴吹のIBMは見えない。琴吹と共に出院が決まり、最後には出院している。
アニメ版
最終ウェーブで全国民に被害が及ぶ危険性が出てきた。そのため亜人狩りが行われ、亜人の家族もその対象となった。ニュースでそのことを見た彼は琴吹のIBMで少年院を脱出し、被害に遭いそうになっている慧理子を助けに行った（IBMが一時的に使えない）圭の元へ琴吹のIBMと共に現れた。慧理子救出後、琴吹の先輩のツテでインドまで逃げられることが分かり4人で行動するが、圭は佐藤と戦う決意し慧理子を彼に託す。
中野 攻（なかの こう）
声 - 福山潤
佐藤が集めた7人の亜人の1人。電球を替えようとして雑誌や新聞を踏み台にしてバランスを崩したところ頭をぶつけたことで動けなくなり死亡した際に亜人であることを知った。普通の人間としてマンションで一人生活していた。黒い幽霊を出すことはできない。
佐藤の大量虐殺に反対し、秋山と逃走するも秋山は捕まり、佐藤の凶行を止めるように託される。その際戸崎に亜人であると看破され追われる身となるが、途中で山の中の集落に潜んでいた永井を発見し協力を要請。当初は保身を優先する永井に監禁されたものの、紆余曲折の末に永井と行動を共にするようになった。
策謀を巡らし知識を動員して戦う永井とは対極的な直情型であり、後先考えずに突っ走る言動が多い。ただし、自らの亜人としての特性は熟知し状況に応じて生かす機転も備えており、戦闘での咄嗟の判断と反射神経に優れている。
熱血漢で明るく素直な性格をしており、愛嬌のあるムードメーカー的存在なため他人の信頼を得るのがうまい。ほかにも年齢にかかわらず女性全般に優しいという紳士的な面も持ち合わせている。また、中卒なこともあってか色々な知識が総じて乏しく理解力も低いため、永井からあきれと共にツッコミを入れられる場面も多く見受けられる。ただ現場労働の経験が長いお陰で、奥山ほどではないが機械には強い。
田中が仲間に加わった際には面識のある戦力になりそうな秋山の居場所を聞き、助けに向かう。奥山を眠らせ秋山と他2人をドラム缶内から救出する。その後は秋山と行動を共にし、最終ウェーブが起きている入間基地に潜入する。永井の作戦に従い、佐藤の「腕」探しを行うも、その最中に眼鏡をかけた亜人とそのIBMと遭遇、交戦し勝利するがそこに探していた腕は無かった。次は佐藤の腕用の穴探しを行い「対亜」から渡された腕と爆薬を回収し、電柱を爆破して出来た穴に腕を入れることに成功する。その後、対亜と合流し大量発生したIBMから民間人を文字通り身体を盾にして守る。IBMが消滅した後は佐藤がヘリに乗って飛び去ったというニュースを聞き、対亜は佐藤はもう近くにいないとして撤収しようとするが、下村から佐藤のヘリに永井もついて行ったことを聞き、事態がまだ終わっていないと確信する。佐藤を捕獲した永井のIBM粒子の狼煙を発見し、秋山や対亜と一緒に現場に向かう。佐藤を対亜に渡した後、共に戦ってくれた秋山と何かあったら頼ってくれと厚い握手を交わす。佐藤逮捕後は以前から働いていた会社で再び働いており、永井もそこでしばらく世話になっていた。新しい名前になり出て行く永井が以前と変わらず医者を目指していることを知り「お前やっぱり”永井 圭”だよ」と発言する。去りゆく永井に、またいつかみんなで会おうと誘うが断られる。
アニメ版
亜人管理委員会から追われ自宅マンションから飛び降りる（電線に触れる）前の（平沢を感電させまいとする）会話は描かれていない。その後、病院に搬送されるが病院内に入る前に逃亡している。中卒だと永井に伝える場面や居酒屋で客から車を借りて盗む場面は描写されていない。
戸崎に読み方を「トサキ」と注意された後も「トザキ」と呼び続けたため戸崎から「お前は相変わらず馬鹿だな」と言われる。第2ウェーブの武蔵重工での戦闘や最終ウェーブに永井達と共に参戦する。高橋・ゲン・奥山の3人が仲間になった際に秋山が高橋に撃たれたことを思い出して一悶着起こすが戸崎に一括される。原作では出せないIBMを下村泉を守るために1度発現させている。
米軍機から逃亡した佐藤たちを再確保するため戸崎の元に集まっている。

### 亜人管理委員会
厚生労働省に所属する機関。亜人に関しては警察の活動に介入することができるなど、強力な権限を持つ。捕らえた亜人に対し研究対象として、残虐な拷問・虐待を行っている。
戸崎 優（とさき ゆう）
声 - 櫻井孝宏 / 演 - 玉山鉄二
厚生労働省から派遣された亜人担当の職員。名字の読み方は「トサキ」で「トザキ」と読みを間違えたときは「トサキです」といちいち指摘する。口の左下にほくろがあり、黒い手袋をはめている。意識不明で入院中の婚約者の愛がいる。愛の回想から以前はタバコを吸っていた。佐藤の暗躍を止めるべくさまざまな策を講じ、亜人への残虐な虐待を見ても顔色ひとつ変えない残忍な性格。亜人を見下し、永井圭に協力を持ち掛けられたときも亜人への疑念を抱いていた。オグラからは「メガネ」と呼ばれている。愛のことだけは大切に思っており莫大な入院費と治療費を支払うため、どんな汚い仕事でも行うが、そのせいで自分の首を絞め続けている。第2ウェーブの暗殺リストの上から10番目に掲載される。
フォージ安全の事件中に愛が死亡した後はその性格に変化がみられ、部下である亜人の下村に温情を見せたり、佐藤との無謀な戦いから離脱することを中野や下村に許可したりするなど、以前より他人を思いやる言動が増えている。愛には生前「人に迷惑をかけてまで生きたくない」といわれており、にもかかわらず多くの人間、亜人を地獄に落としてきたけじめをつけるとして佐藤との無謀な戦いに臨んだ。最終ウェーブにて、事件の起きている入間市の隣の市にある所沢市民文化センターで亜人管理委員会の亜人への非人道的な行いを告発し、曽我部から受けたアイスピックでの刺し傷が元で死亡する。告発前、下村に「君が亜人である記録が保管してある」と言っていたことは嘘だと告げ、その身が自由であることを明かした。また、死亡前に作戦に関わった全員分の新しい身分を用意していた。
アニメ版
黒い手袋ははめていない。興信所の調べでは「おおよそ182cm、おおよそ68kg」と記載されていた。第2ウェーブの暗殺リストに掲載は無い。暗殺リストに掲載されている大臣が狙われる際に佐藤たちと交戦しようと計画を立てていたが、彼がアルメイダたちに拉致されてしまい彼を奪還した時には既に大臣は暗殺されており、貴重なタイミングを逃してしまう。大臣暗殺阻止と彼の奪還を天秤にかけ彼を優先した下村を当初は非難しており、2人の関係は一時的に悪くなった。しかし後になって下村が彼に謝罪したところ「君は君の仕事をしたまでだ、謝る必要無い」と発言して2人の関係は元に戻った。
武蔵重工の戦闘後、曽我部と見張りの警官を麻酔銃で眠らせ、捕獲されていた圭と中野を勝手に連れ出したために彼と下村は警察から行方を追われる。しかし、佐藤の殺人ガスを使った日本政府への脅迫を見て佐藤たちを止めることを決意する。
最終ウェーブでは落盤により左脚を負傷し佐藤に右肩を撃たれたが最終的には生還した。左脚負傷後、自身の最期を悟ったのか下村に「下村が亜人である証拠」は貸金庫にあり、その鍵は婚約者・愛の病室にあると告げ、下村と結んでいた契約を破棄して逃がそうとする。佐藤・田中捕獲時には米軍と交渉し2人を米軍に渡す代わりに圭と中野は日本政府の保護下にある亜人として手を出させないよう押し通す（下村は人間扱い）。アメリカ側が直前でガスの散布を思い止まったことを圭たちに伝え、曽我部へ自身の罪の免責を命令する。
佐藤達逃亡後は再び以前のメンバー集めて、圭へ召集の電話をする。
実写映画版
亜人管理委員会のトップという設定である。
下村 泉（しもむら いずみ）/ 田井中 陽子（たいなか ようこ）
声 - 小松未可子 / 演 - 川栄李奈
厚生労働省で戸崎の部下として動いている女性。正体は「亜人」であるが、戸崎の活動に協力することにより、その庇護を受け世間に正体を公表されることなく過ごせている。容姿は良く中野には「すげえキレイ」と評されている、左目に泣きぼくろがある。本来の誕生日は4月4日。喫煙者で「KOOL」を吸っている。黒い幽霊を操ることができ、本人はこれを「クロちゃん」と呼んでいる。彼女の黒い幽霊は、手の形状など人間に酷似した形となっているが、頭部が三角形の特徴的なシルエットを持っている。
実の父はすでに死亡しており母親の再婚相手の義父・聡（さとし）に強姦未遂の被害に遭い抵抗した際頭を強く打ち死亡、生き返ったことにより亜人と発覚するという壮絶な過去を持つ。意識を取り戻した時義父から政府に売られかけていたため家から逃げ出し、身売りをしながらわずかな金銭を稼ぎ点々と場所を変え2年ほど生活していた。行き倒れ兵庫県内の病院（兵庫医療センター）に運ばれたがその時には体が衰弱しきっており再び死亡、生き返った後戸崎に協力を頼まれ以後行動を共にし、名前も過去も捨てるため元の名前「田井中陽子」から父の名字「下村」と母の旧姓「泉」から取った「下村泉」に変えた。彼女にとって戸崎は恩人。母親・さわ子は最後の最後で陽子（泉）を守ろうと夫を包丁で刺し男から子供を守ったが、自分も刺され両者共に死亡した。彼女は亜人の存在をそもそも知らなかったため、本人は一度目の死亡の際生き返ったのではなく頭を打っただけと認識していた。
フォージ安全での田中との戦いでIBM同士の頭が接触し記憶の混線を起こしている。その影響もあってか、大臣との会談の場で佐藤に裏切られ拘束された田中を自分たちの戦力にするため助けに向かう。田中を連れ去る車の前に飛び出し車の進行を妨げ、大臣の部下たちを殺害し中野と共に田中を助ける。麻酔銃で田中を撃とうとする大臣に3発の銃弾を撃ち込む。
戸崎から彼女が亜人である記録を保管していると嘘をつかれていたが、それをなんとなく理解しており、それでも戸崎に付き従い、最後まで逃げない意思を示した。その後、2人は互いに感謝し合って別れる。
田中を仲間に加え、入間基地に潜入した彼女らは佐藤の腕を探す際にIBMを2体操る亜人と戦闘になる。田中が2体のIBMを相手にする中、屋上で大声を出していた亜人を見つけ突き落とす。柵の上に落下した亜人は身体が真っ二つになり、そのまま復活したため身動きが取れなくなる。その後はウソの作戦として滑走路上に車を並べる作業を担当し、佐藤の腕を入れる穴が見つかった後は不測の事態に備えて中野の元へ向かうも、戻って来た佐藤の乗っていた戦闘機が基地内の給油所に墜落し大爆発を起こす。その爆発で発生した落盤が乗っていた車の上に落ち横転する。車から抜け出すとそこには大量に発生したIBMたちの姿があり彼女と田中はIBMを出して対抗する。IBMたちを倒した彼女たちは基地を出て行くヘリに掴まる佐藤と圭の姿を見て後を追う。基地の壁を彼女のIBMの力で乗り超えてヘリを追跡するが見失ってしまう。二手に分かれ捜索するか口論していた彼女たちの前にバイクに乗った佐藤が現れる。麻酔銃を持っていた彼女は引き付けて撃とうと狙いを定めていたところ佐藤に頭を銃撃され麻酔銃を落としてしまう。麻酔銃を拾った田中は近づいてくる佐藤を狙うも撃つことが出来なかった。項垂れる田中を見て責めることはせず、田中の肩にそっと手を添える。死亡した民間人の携帯電話を使って中野に連絡を取り、佐藤のヘリの情報とヘリに圭がぶら下がっていたことを伝える。その後、佐藤を確保した圭のIBM粒子の狼煙を見つけ様子を見に行く。
佐藤逮捕後、冬服を着る季節に彼女は田中を呼び出す。彼女も田中も髪を切っており、見た目が前と変わっている。田中は彼女から新しい身分を作るのに必要な資料を貰う。それは戸崎が死亡する前に作っていたものだった。彼女も自分の分のそれを使い「下村」ではなくなっていた。彼女は田中に行く場所あるのか尋ねる、無いと言う田中を彼女は自宅に住まわせてあげると言う。田中は困惑しながらも着いて来る。
アニメ版
永井慧理子の病室で田中のIBMに身体を貫かれた時、スーツの上着を着ていない（原作では着ている）。OAD2話では経理担当で金策のため潜伏地で温泉を掘り当て、その後に入浴している。彼女の過去のエピソードは大幅に省略・変更されている。
アルメイダに拉致された戸崎を奪還したい彼女と本拠地を移転したい圭とで口論になるが、大臣の密会のスケジュールは戸崎しか知らないと嘘をつき戸崎奪還を優先させた。古い地下壕で戸崎から契約を破棄され自由の身となるが、自らの意思で戸崎を守る。「新しい人生をありがとう」と戸崎に感謝し、勝ち目の無い佐藤へ挑む。佐藤に「断頭」されようとしていたところを圭のIBMによって助けられる。圭と中野と合流したところで佐藤も田中と合流する。彼女と中野で田中と戦うことになり、田中のIBMによって彼女は身体を貫かれる。その姿を見た中野がIBMを出現させ、田中の気を逸らし彼女が麻酔銃で眠らせ捕獲した。
米軍機から逃亡した佐藤たちを再確保するため戸崎の元に集まっている。
実写映画版
戸崎の秘書兼ボディーガードを務めている。
曽我部（そかべ）
声 - 鈴村健一
戸崎の後輩として厚生労働省で働いている男性。戸崎の後任候補として厚生労働省大臣から任命されている。
彼と大臣は戸崎が独断で勝手にオグラを監禁していることを知っていたが、あえて知らない振りをし事態が収拾したあかつきには戸崎に全ての責任を負って消えてもらおうと会話している。戸崎の情報を色々と知っており今のポストから引きずり下ろすことを本人の前で淡々と話す。彼は偉くなって裏の活動が出来なくなった亜人管理委員会で裏の活動を再建させるという夢を戸崎に語る。
戸崎が亜人管理委員会の極秘データを不正に持ち出したことが分かり殺害を企てる。麻酔銃で戸崎本人に詰め寄り、戸崎亡き後は自らが戸崎の秘書である田井中（下村）を管理すると宣言したところ、それを阻止しようとした戸崎に包丁で腹部を刺される。彼も側にあったアイスピックを手に取り戸崎の横腹に突き立てたが、その腕は力無く地に落ちた。
佐藤逮捕後、（彼と戸崎が刺し合いをした）入間市民体育館で身元不明の遺体が発見されたことが新聞に掲載される。
アニメ版
彼と大臣の戸崎追放の企みの会話は下村のIBMによって密かに録音されていた。戸崎はこの音声データを「組織犯罪」の証拠として彼を脅迫し、第2ウェーブ最後の暗殺候補者・武蔵重工の橋口会長の護衛に下村と平沢たち4人（荷物の中に圭と中野が入っている）を潜り込ませる。この時、戸崎は亜人管理委員会から除名される予定だったため、このような強硬策を取る。また追加の要望として戸崎の除名処分の取り下げを彼に命令する。
最終ウェーブ時には首相と共にいる。自衛隊駐屯地に米軍が侵入し殺人ガスを積んだミサイルは米軍の管理下に置かれる。米軍は入手した殺人ガスを使い佐藤たちを捕獲しようする作戦を立てる。この作戦では数万人単位の民間人が犠牲になってしまうが日本政府には拒否権は無い。作戦実行まで猶予は無い、政府に残された道は作戦が実行される前に佐藤たちを確保することのみである。彼はこの状況を戸崎に報告し、戸崎は奥山たちを仲間に迎えた圭達を佐藤たちが潜む地下坑道に送る。
米軍機から逃亡した佐藤たちを再確保するため戸崎の元に集まっている。
コウマ陸佐
声 - 山本格
防衛省の人間だが、亜人管理委員会のメンバーの一人。
上官である陸上幕僚副長の指示で、別種対策が悪化した時のため急遽発足させられた仮の部隊「対亜人特戦群」通称「対亜」の指揮を執る人物。作中では「陸佐」と呼ばれているが、2巻で着用している陸上自衛隊の制服の肩に付けている階級章は1等陸佐のもので、また左胸にはレンジャー徽章を付けている。対亜からの電話「コウマ1等陸佐」と呼ばれており、この時に正式な階級が判明する。
戸崎からは「佐藤の危険性を理解している」と評価されており、最終ウェーブの際には戸崎の説得に応じ、身の危険を顧みず対亜を出動させる。
佐藤逮捕後、入間基地内で目撃された「黒ずくめの一団」について事情を知っているとみられるとして「コウマ元1等陸佐」と呼ばれ黙秘を続けているとニュースで流れる。
アニメ版
武蔵重工への宣戦布告後、対亜は合法な部隊となったためか対亜の出動の可否に彼が関係する描写は見られない。
米軍機から逃亡した佐藤たちを再確保するため戸崎と行動を共にしている。
岸 祐二
声 - 稲葉実
亜人管理委員会のメンバーである「三人の研究員」の一人で篠崎生命科学研究センターに所属する初老の男性。岸先生と呼ばれている。
田中の作成した暗殺リストの上から11番目（1番下）に掲載されており、若井に売られる形で逃亡先で妻もろとも田中のIBMに殺害された。
アニメ版
若井に売られるという展開は無く、彼を警護している警察の動向から居場所を知られて殺害される。暗殺リストでは3番目に掲載されている。
若井 浩明
声 - 中村章吾
亜人管理委員会のメンバーである「三人の研究員」の一人でロン毛が特徴の比較的若い男性。
身の安全と引き換えに内通者として岸や戸崎の情報を佐藤らに流していたが、秘密の会合が行われる暗殺予定地の料亭に戸崎が現れなかったことが気に入らなかった高橋にIBMで殺害される。暗殺リストには掲載されていなかった。
アニメ版
佐藤らに情報を流してた描写は無く、生配信中に殺害された。暗殺リストの1番目に掲載されていたので岸より先に殺された。
太居教授
声 - こねり翔
亜人管理委員会のメンバーである「三人の研究員」の一人で丸眼鏡にひげ面が特徴の恰幅の良い男性。三人の中で唯一生き残る。
大臣
声 - 大川透 / 演 - 中村育二
厚生労働省大臣。戸崎たちを使い亜人保有を優先に考えている男。戸崎に「金は好きか？」と質問し、勧誘している。だが、秘密の会談を行う料亭で高橋のIBMに鼻先を斬られたことで恐怖にかられ、戸崎の組織活動を全面停止と、佐藤との対話を進めるという弱腰になる。佐藤たちとの交渉の地に田中しか現れなかったため拘束する。田中移送中に田中を仲間にと目論む下村と中野の襲撃に遭い、麻酔銃で撃とうとしていたところを下村に撃たれる。
佐藤逮捕後、亜人管理委員会の不正証拠資料が公開され、戸崎の告発した内容が事実と認められる。それを受けてか「元厚生労働大臣」として逮捕される様子がニュースで流れる。
アニメ版
名前は「徳井 悠和」。顔半分が影で隠される演出は最初から無い。頭が禿げている。暗殺リストの14番目に掲載された。内閣次官と密会する場所で佐藤たちに襲撃される。その際に佐藤たちの手際の良さを褒め、要求を認めるとして取り入ろうとするものの嘘と見抜かれ佐藤に射殺される。
木戸（きど）
声 - 山本兼平
亜人管理委員会のメンバーの一人、髪を後ろで束ねている。中村慎也を亜人に関する特別措置法に基づき捕獲しに5人の部下を引き連れ現れる。裕介を誤射し殺害したことで、中村のフラッド現象を発生させるきっかけを作ってしまい、別種の発見に喜ぶも現れた多数のIBMによって殺される。戸崎が大臣に亜人管理委員会に勧誘された場に銃を携えて同席している。その後、戸崎を田中を使った新車の衝突実験の場に案内している。
アニメ版
田中を使った軍事兵器の性能テストの場に案内している。亜人を貸し出していることを察した戸崎に「さすが出世頭」と褒めている。

### 亜人テログループ
佐藤（さとう）
声 - 大塚芳忠 / 演 - 綾野剛
亜人でテロリスト。身長173cm程度の糸目の初老の男。佐藤と名乗っているが、本名はサミュエル・T・オーウェン。イギリス人の父と中国人の母を持つアメリカ人でカリフォルニア州生まれ。英語、中国語、日本語が堪能（ベトナム語も少々）。よくハンチング帽を被り、戸崎や研究機関からは「帽子」と呼ばれている。麻酔弾の命中した腕を即座に切り落とすなど、亜人であることを最大限に生かした戦闘を行い、黒い幽霊を使わずとも非常に高い戦闘能力（戦闘機を操縦する技能も）を有している。また、「断頭」を恐れない。頭が良く利己的な内面を持つ圭の言動や戦闘における作戦を気に入っており、圭との殺し合いを非常に楽しんでいる。様々な手段を用いて亜人の仲間を集め、ゲーム感覚で一般の人間社会に対して過激な行動を取ろうとする。また、何度でもやり直しが可能であるゲームが好きだが「人生ではそうはいかない」と言っている。
精神的な問題から他者に対する共感力が決定的に欠如しており、幼少のころから動物虐待をしており、父に咎められても何が悪いのか理解できなかった。1969年ごろ、年齢を詐称しアメリカ海兵隊に入隊。すぐに能力を見出され一般の新兵の育成プログラムから外れる。ベトナム戦争終結後の1976年には極秘の救出作戦に参加。その際、左頬に十字の傷をつけていた。敵に悟られずに捕虜のもとへ辿り着くが、戦闘のスリルが味わいたいがために故意に発した銃声でベトナム兵を呼び寄せ状況を暗転させる。仲間内で「ポーカーフェイス」と呼ばれていながら常に笑顔を絶やさず暴れ回った。結果、仲間の1人は死亡して1人は重傷、自身も片足を失う。不名誉除隊後、チャイニーズマフィアの叔父に仕事を誘われて来日し、数年後に、敵対するギャングに捕まり射殺されるが復活し、亜人として第二の戦場を手に入れる。彼のハンチング帽はこの時にとどめを刺したボスに由来する。
黒い幽霊は手の指が6本になっており、爬虫類を思わせる独特の形状の頭部を持つ。研究所で隠れていた研究員を食い散らかして殺したように口もまた手と同様に武器となる。圭の自走する黒い幽霊を見てから「放任」と称して自らの黒い幽霊を自発的に行動させており、本体が麻酔銃で眠らされたときでも本体同様高い戦闘力と判断力を持って行動している。また、本体との高いコミュニケーションもとることが可能で彼は黒い幽霊を「タブス」と呼び、黒い幽霊は彼を「ソニー」と呼んでいる。
アニメ版
以下、アニメ版。普段は糸目だが開眼することがある。黒い幽霊に口を開く描写は無く、隠れていた研究員は八つ裂きにして殺された。ベトナム戦争終結後の極秘作戦や不名誉除隊後の叔父のチャイニーズマフィアでの抗争は描かれてはいない。その代わりにOAD3話で、佐藤がFOXと呼ばれていたころに「神の兵」の捕獲任務に参加したこと、武器商人の拉致作戦や何らかの組織と殺し合いをした（原作に似た）エピソードが追加されている。
第2ウェーブが進む中、彼の元には彼に協力する亜人が集まりつつある。暗殺リストの14番目の厚生労働省大臣の暗殺後に最後の標的である武蔵重工の橋口会長の殺害予告を場所・日時指定で行う。武蔵重工襲撃前、彼の仲間は原作のメンバー以外に少なくとも10人以上いる。
最終ウェーブで彼らは陸上自衛隊の駐屯地を襲撃し占拠。武蔵重工で入手した高致死性ガスを積んだ20機のミサイルの存在を示し、1週後の午後12時まで日本を明け渡せと政府を脅迫する。彼はそこに亜人の独立国家を作ると宣言する。これを受けアメリカが介入してくる。政府から佐藤へ交渉が行われる。九州の南部の無人島、もしくは北海道の一部に亜人の特別自治区を制定するとしたが、彼はこの話を飲まず首相官邸に殺人ガスのミサイルを打ち込み、国そのものを要求する。彼のこの行為に対して行動を共にしていた亜人たちは困惑し彼の元を離れた、その中に田中の姿は無かった。圭の策により地下坑道で生き埋めにされるが、仕掛けていたスイッチを起動したことで床が抜け古い地下壕に落下し助かる。圭のフラッド現象でIBMたちに切り刻まれ、米軍のヘリに襲撃され、麻酔銃で眠らされて田中と共に捕獲される。
米軍機で移送中にかつてFOXと呼ばれていたころの「神の兵」捕獲時の夢を見る。起きた後に米軍機は爆発し自由となる。
実写映画版
30代半ばほどの年齢であり、亜人として拘束され20年間もの間実験材料にされていたという設定になっている。
田中 功次（たなか こうじ）
声 - 平川大輔 / 演 - 城田優
日本国内で2例目に確認された亜人。割れ顎の大柄な男性。亜人だと発覚した際にマスコミにより大々的に報道され、彼の捕獲に賞金を出す番組まで現れた。捕獲された後は、国から10年にもおよぶ非人道的な虐待実験を受けたため、人間に対し激しい憎悪の感情を抱いているが、佐藤と違い根からの悪人ではなく、元は普通の若者。研究機関から佐藤により救い出され、以後行動を共にする。フォージ安全での暗殺事件から心情に変化が現れ、佐藤のような暴力的な作戦に反対するようになり、その結果、佐藤の裏切りにあい、大臣の護衛に拘束される。しかし、下村による助けがあったことで永井圭側の陣営についている。銃の扱いが下手だったがフォージ安全襲撃の前に練習を重ね上達している、黒い幽霊の戦闘能力は高い。黒い幽霊は頭部に記号化した牙のような形の口をもち、手は鳥の足を思わせる鉤爪を持っているなど攻撃的な外見をしている。
下村たちの仲間になり、入間基地に潜入した彼らは佐藤の腕を探す際に亜人と戦闘になる。IBMが2体現れたので亜人が2人いるかと考えたが、2体のIBMの外見的特徴が酷似していたため1人の亜人が2体のIBMを操っていることに気付く。2体のIBMは単純に弱く彼のIBMにあっさりと消滅させられる。彼が戦っている中、下村が屋上で大声をあげていた亜人を見つけ突き落とし拘束する。その後も圭の作戦を下村と共に実行するが、基地を出て行くヘリに掴まる佐藤と圭の姿を見て後を追う。二手に分かれ捜索するか口論していた彼らの前にバイクに乗った佐藤が現れる。麻酔銃を持っていた下村は狙いを定めていたところを佐藤に頭を銃撃され麻酔銃を落とす。彼は麻酔銃を拾い、近づいてくる佐藤を狙うも、自分を非道な人体実験が行われていた研究所から解放してれた佐藤を撃つことが出来なかった。項垂れ言葉も出ない彼の肩に下村は手を置く。佐藤逮捕後、彼は下村に呼び出される。彼も下村も髪を切っており、見た目が前と変わっている。彼は下村に新しい身分を作るのに必要な資料を貰う。それは戸崎が死亡する前に作っていたものだった。下村は既にそれを使い「下村」ではなくなっていた。彼は下村と3つくらいしか歳が変わらないことに驚く。下村は彼に行く場所あるのか尋ねる、無いという彼を下村は自宅に住まわせてあげると言う。彼は困惑しながらも着いて行く。
アニメ版
射撃の腕が良くないことを奥山たちにからかわれる描写が追加される。亜人の未来のために戦っていて、楽しむために戦っている佐藤を理解できないが、仲間の亜人たちが逃げ出していく中、佐藤の元で戦い続けることを選ぶ。仲間の亜人たちが裏切るように仕向けたのはわざとではないかと佐藤に指摘する。地下坑道で奥山が作ったドローンを射撃で撃ち落とし、佐藤から「いつの間にそんなに上手くなったんだい」と言われ「何事も練習ですよ」と返す。古い地下壕で下村と対峙し、永井慧理子の病室での借りを返すが、その姿を見た中野が発現させたIBMに気を取られている隙に下村から麻酔銃を撃たれ捕獲される。佐藤と共に輸送中の米軍機が爆発し自由となる。
実写映画版
SAT戦にて原作の奥山や高橋の役回りを兼ねるなど、銃を扱わせてもある程度の戦闘能力を発揮している。
奥山 真澄（おくやま ますみ）
声 - 吉野裕行 / 演 - 千葉雄大
佐藤が集めた7人の亜人の1人、佐藤たちと行動を共にする。小太りの男性。生まれつき右足の筋肉が弱く不自由で、復活後も右足は不自由なままで歩行には杖を使用している。永井圭のような合理的な性格で機械に強く、ドローンやハッキングを使って佐藤たちをサポートしている。しかし、佐藤のやりすぎた計画に対して、ここが引き際とし途中から計画から離脱し、自身の様々な情報を削除し行方を眩ませた。中野と秋山に作戦で使用するスマートフォンを渡しており、これが後に佐藤の「腕」を探すのに役に立つ。彼が抜けることを佐藤は予想できていたが、このタイミングだとは思っていなかった。
自身が器用なためか黒い幽霊は長期間放っており、結果動かし辛く、呂律も十分に回っていない。頭は棒状をしており、指がかなり細い。フォージ安全潜入時、IBMは1回しか出せない旨の発言をしている。
アニメ版
武蔵重工襲撃にむけてEMPを自作する。最終ウェーブでは武蔵重工から盗んだ殺人ガスをミサイルに積む役割を果たす。佐藤が首相官邸に殺人ガスを積んだミサイルを発射したのを受け佐藤の元を去る。戸崎に連絡を取り接触、自分たちの身の安全と引き換えに佐藤捕獲に力を貸すことを提案した。当初、この提案に難色を示していた戸崎だったが、曽我部からの電話で米軍の殺人ガスを使った計画を知り、奥山たち3人を仲間に入れることを即決する。奥山たちは手土産に武器や装備を持ってきていた、これは武器が貧弱だった戸崎たちにとって幸いだった。地下坑道で佐藤たちを爆発地点までの誘導する際の時間稼ぎとして爆弾を積んだドローンを仕向けた。
米軍機から逃亡した佐藤たちを再確保するため戸崎の元に集まっている（白黒模様の囚人服のような衣服を着用している）。
実写映画版
若く端正な容姿であり、そのことを佐藤に指摘される。
高橋（たかはし）
声 - 野川雅史 / 演 - 山田裕貴
佐藤が集めた7人の亜人の1人、佐藤の仲間になる。ゲンの兄。アロハシャツに短パン姿の男性。一般教養がない。だが、狙撃が得意で銃の扱いに慣れている。
ヒゲクジラのような頭部の黒い幽霊を出すことができる。フォージ安全侵入時、黒い幽霊を1回出して「あと1回も出せる」と発言しているので2回出せる模様。戦闘時には覚醒剤らしきものを使っている。田中のことを呼び捨てにしタメ口で話し、田中からヤク中と言われた時はハゲと言い返している。また佐藤にもタメ口を使う。
基地祭中の入間基地に、彼の黒い幽霊に佐藤の頭部を付け服を着せた姿で侵入させ偽佐藤を演じ、発砲しつつ基地祭に参加していた総理のポケットに発信機を入れる。偽佐藤を演じることで基地内で拘束されている本物の佐藤を別人だと誤認させる役割を果たす。最終ウェーブにて基地地下で佐藤の腕を切断し、佐藤が着る服に爆薬を詰める作業をゲンと共に担当する。潜入した対亜との銃撃の結果ゲンを撃たれ、2体目の黒い幽霊を出して時間を稼いでいる間にゲンを奥の部屋に避難させる。ゲンを失った後、覚醒剤らしきものを使い、銃を撃ち尽くし対亜に麻酔銃を撃ち込まれ拘束される。
佐藤逮捕後、佐藤とは別の特別勾留施設に他2人の亜人と共に連行されている。施設内で看守らしき男性を怖がらせて楽しんでいる。また、他2人の亜人にもこの状況を楽しめと言う。
アニメ版
覚醒剤らしきものを使用する描写は無い。ゲンに続き武蔵重工に対する宣戦布告に不満の声を上げたが佐藤の姿を見て黙る。武蔵重工戦後、彼は圭に言われた「佐藤さんは遊んでいるだけだ、亜人の未来なんて考えちゃいない」という言葉を思い出し、佐藤が本当に自分たち亜人のこと考えているのか疑問を持つ。佐藤が首相官邸に殺人ガスを積んだミサイルを発射したのを受け佐藤の元を去り、奥山の提案により戸崎の仲間になる。古い地下壕に落ちた後、圭と中野と合流するも軍の攻撃を受ける。彼はその場に残り、圭と中野を先に行かせる。
米軍機から逃亡した佐藤達を再確保するため戸崎の元に集まっている（白黒模様の囚人服のような衣服を着用している）。
実写映画版
原作より若く、子供っぽさや享楽性が強調されている。また、田中に対してもある程度敬語を使う。
ゲン
声 - 藤巻大悟 / 演 - 平埜生成
佐藤が集めた7人の亜人の1人、佐藤の仲間になる。細身のポニーテールの男性で高橋の弟。高橋と違って黒い幽霊を出すことはできない。高橋と同じく、覚醒剤らしきものを使用している。佐藤にタメ口で話す。
彼には佐藤のIBMが見えていない描写がされており、フォージ安全戦で麻酔銃を撃たれた彼を担架で運ぶ場面がある。作中で死亡する描写が一度もなく、SAT戦で鼻に負ったかすり傷の跡が佐藤の最終ウェーブ開始の時点でまだ残っている。実際は亜人ではなく普通の人間である。
最終ウェーブにて佐藤が着る服に爆薬を詰める作業を高橋と共に担当するが、潜入した対亜との銃撃戦の末に首を撃ち抜かれる。死ぬ間際に「死んだふり」のネタをして見せ高橋を笑わせる。その際に高橋に楽しんでるかと尋ね、楽しんでいると言う高橋の言葉を聞き死亡する。
アニメ版
原作と同じく死亡する描写が一度もなく、負傷したのはSAT戦での鼻のかすり傷だけでその傷は最終ウェーブ開始時点でまだ残っているが、人間とは明言はされていない。高橋と同じく覚醒剤らしきものを使用する描写は無い。奥山の物真似して高橋と笑い合う描写が追加されている。武蔵重工に対する宣戦布告で警備が厳重になることから不満の声を上げる。佐藤が首相官邸に殺人ガスを積んだミサイルを発射したのを受け佐藤の元を去り、奥山の提案により戸崎の仲間になる。最終ウェーブ中は奥山と一緒にいるような描写がされる。
米軍機から逃亡した佐藤たちを再確保するため戸崎の元に集まっている（白黒模様の囚人服のような衣服を着用している）。
実写映画版
奥山、高橋と同様若く描かれている。原作と同様に死亡する描写は無いが、永井のIBMを利用した目眩ましに動揺している為、本作では亜人の可能性がある。
眼鏡をかけた亜人
佐藤を支持する者たちの中から奥山によって選ばれた12人の協力者のうちの1人で亜人の男性。佐藤の残した「腕」を探す中野と秋山を建物内から銃撃する。中野は襲いかかってきた彼のIBMを部屋に閉じ込め、秋山に彼の元に向かうよう促す。秋山を待っていた彼は部屋中に可燃性の液体を撒いており、火を着けてスプリンクラーを動かしIBMを無効化する。中野と秋山を「肉体派」と見ており、彼がIBMを出すと秋山もIBMを出したこと、秋山が丸腰でやってきて肉体でなんでも出来ると考えているとして、秋山を「操りやすい」と見下す。
しかし、肉体派であり頭脳派でもあった秋山は、過去の経験より、部屋にあった段ボールで自身とIBMに「傘」をさし、IBMを命令可能な状態にして彼を殴り倒す。その後、彼は口にガムテープを貼られた上で捕縛される。
佐藤逮捕後、佐藤とは別の特別勾留施設に高橋ともう1人の亜人と共に連行され収監されている。
彼のIBMは頭部が縦に長い特徴を持っている。彼曰く、彼のIBMは中野を気絶させたようだが、その様子は描写されていない。彼も秋山と同じくIBMを「分身」と呼んでいる。
IBMを2体操る亜人
佐藤を支持する者たちの中から奥山によって選ばれた12人の協力者のうちの1人で亜人の男性。彼のIBMが佐藤の「腕」を探す下村と田中の前に現れ、さらに背後からさらにもう1体現れ下村を建物内に吹き飛ばす。田中は亜人が2人いると考えたが、2体のIBMの外見が酷似していることから1人の亜人が2体をコントロールしていることに気付く。彼曰く2体同時に操るくらい出来ない方がどうかしているとのこと。
しかし、彼のIBMたちは単純に弱く、田中のIBMにいとも簡単に撃破される。建物の屋上から隠れてIBMを操作していた彼だったが、大声を出していたことで下村に居場所を特定され、屋上から突き落とされる。落下した先に柵があり身体を真っ二つにされ、そのままの状態で再生してしまう。柵に埋まる形になり身動きが取れなくなったため下村と田中に無害とみなされ放置される。
戦闘前に田中のポジションに憧れていること、田中を倒して世代交代を果たすことを語る。また、自分以外は頭の回転が悪く、人もろくに使えないジジィばかりが出世していく、自分の有能さが正当に評価される場所で働くと発言しており、自身を過大評価していることが窺える。
佐藤逮捕後、佐藤とは別の特別勾留施設に高橋ともう1人の亜人と共に連行され収監されている。

### その他の亜人
秋山 礼二（あきやま れいじ）
声 - 小山力也
佐藤が集めた7人の亜人の1人、高知市の消防局に勤務している。頭頂部に三角錐のようなものが5つある黒い幽霊を出すことができる。彼はIBMのことを「分身」と呼んでいる。
佐藤の企画した集会に参加する。佐藤たちの部屋に行く前にまだ子供である中野には危険なので帰るように促す。そこで佐藤の計画に反発するが、それにより佐藤に他の反対派の2人と共に監禁される。その際には中野と共に脱出を試みており、自分が逃げられないと悟ったときに佐藤を止めるよう言い残す。家族のため娘のため、佐藤の凶行を何としてでも止めたかった。常人なら72時間で廃人と化すドラム缶の中に5週間監禁されながら精神を保ち続け、中野によって解放される。最終ウェーブを開始した佐藤達を阻止するため圭側の仲間になる。佐藤が乗り込む戦闘機「F-15」を自衛隊との合同訓練で見たことがあり、その特徴を圭に伝える。佐藤の「腕」捜索中に眼鏡をかけた亜人と遭遇、彼の過去の経験を活かした戦い方で見事勝利を収めるが探していた腕はそこには無かった。そして、中野と佐藤用の穴探しの後、爆発した基地から脱出してきた対亜と合流し、フラッドによって大量に発生したIBMから民間人を守るため奮闘する。
佐藤確保後、彼は佐藤たちの集会に参加することを家族に告げずに家を出てきており、家族に会いたいと中野に語った後に厚い握手を交わす。5週間以上ぶりに帰る我が家では妻にビンタされるも妻と娘にあたたかく迎えられる。
アニメ版
佐藤たちの部屋に向かう際に彼が中野と会話する描写が無いため、中野は彼が消防士だと分からないが、武蔵重工戦で佐藤に麻酔銃が当たり眠らせること成功した場面で中野は「やったぜ、消防士のおっさん」と喜んでいる。また、彼は中野を逃す際に高橋から実銃で撃たれ、自身の身体を盾にして麻酔銃から中野を守る。中野を逃亡させた後は登場しないのでIBMを出せるのかは不明。奥山たちが戸崎たちに合流した際に彼を解放したと語られる。ちなみに彼はエンディングでは「消防士」とクレジットされている。
中村 慎也（なかむら しんや）
声 - 梶裕貴
大学生。バイクで事故を起こして死亡するまで亜人であるということに気がついていなかった。
事故現場に切断された頭部を置き忘れた（本人は気づいていなかった）ことにより政府に亜人だとばれ、捕まりかけたが旧知の仲の裕介に庇われた後、逃走する。複数の黒い幽霊を発現させる（フラッド）など、ほかの亜人とは異なる特徴を見せている。「中村慎也事件」と呼ばれる事件の主人公。黒い幽霊は身体が細く、歩き方がたどたどしい。
アニメ版
大学生活の様子や気になる女の子・絵美の存在が描かれている。バイク事故の原因は携帯電話の着信音に気を取られたため。バイク事故の際に被っていたヘルメットが原作の口元が隠れないタイプから隠れるタイプに変更されている。また、劇中に出てくるポケットティッシュの広告が原作のファッションヘルスから「グラント製薬」に変更されている。
琴吹 武（ことぶき たけし）
声 - 斉藤壮馬
海斗と同じ少年院にいた亜人。17歳。誰かに恩を仇で返され服役しているためか、性格は少々捻くれている。しかし少年院の中でいざこざに巻き込まれた自分を身を挺して守ってくれた海斗に対しては心を開き、必要時には自分の黒い幽霊を使って一度だけ海斗の助けになると約束をしている。喫煙者で「Marlboro」を約束を交わした海斗と一緒に吸っている。
入間基地のニュースを見て圭の元へ向かう海斗に彼のIBMで脱出させ約束を果たす。佐藤逮捕後、海斗と共に出院することが決まる。
黒い幽霊は亜人の中でも比較的珍しいタイプで、首の断面がそのまま伸びて広がったような頭部をしており、腕の代わりに肩から生えている翼で空を飛ぶことができる。佐藤の呼びかけ時にはこの黒い幽霊を使って8月6日に少年院を脱走しており2日後に戻ってきた。後に佐藤がこの翼を持つ黒い幽霊を欲しがっていた。
アニメ版
亜人狩りに遭いそうになっている慧理子の元へ海斗を連れて少年院を脱走した。慧理子救出後、先輩のツテでインドまで逃げれることを圭・海斗・慧理子に伝える。エンディングでは「琴吹タケシ」と名がカタカナでクレジットされる。
スズキ・ジュン
（公式には）日本1例目の亜人で、眼鏡をかけた30代前半の女性。アメリカのメリーランド州にある研究施設で収監された状態で暮らし働いており、左脚に「GPS」と書かれた装置を付けている。最初は通り魔に遭って死亡し、亜人と発覚した。当時、アメリカの研究機関にはアジア人女性の亜人のサンプルがいなかったため、研究者たちは彼女を欲しがった。
研究施設に戻ってきたオグラと喫煙所で再会する。
スミス博士
スズキ・ジュンと同じく研究施設で働く研究員であり亜人でもある黒人の男性、左脚に「GPS」と書かれた装置を付けている。フラッドと亜人の誕生に何らかの関係があると考え、裕介の遺体を日本から取り寄せた。オグラの理論をまるで取り合わない。
研究施設に戻ってきたオグラを見て「面倒な奴が戻って来たな」とボヤく。
ジム
スズキ・ジュンとスミスと同じ研究施設で暮らす亜人、左脚に「GPS」と書かれた装置を付けている。「アメリカンスピリット」を愛煙し、ジュン曰くマイケル・ベイの映画が好き。
研究施設に戻ってきたオグラと喫煙所で再会する。博士が以前とは違う珍しいタバコを吸っていることに気付く。
「神の兵」
1990年代にアフリカで発見された世界最初の亜人。米軍によって捕獲される。原作では黒人のゲリラであるかのような描写である。
アニメ版
政府に雇われた白人の傭兵として描写されている。

### 永井家
永井 律（ながい りつ）
声 - 沢海陽子
圭と慧理子の母親。元ERの医者。冷酷ではないが、医者になることを表明した圭に悪影響を与えるという理由から犯罪者の息子である海斗から遠ざけるなど、冷静かつ合理的な性格。圭が亜人であったということが発覚してからも「息子」ではなく「永井圭」と呼ぶだけでなく、あまり驚いた様子が見受けられない。一方で、慧理子との関係は良好的。弟はいない。
フォージ安全事件後、圭から電話がかかってきた際は、何があっても生き残れと檄を送った。距離を取ってはいるが、息子としてずっと見ていてくれていた。圭は自分によく似ているとも父にも少し似たとも言っている。
佐藤逮捕後、どこで何をしているか分からない圭を「生きているでしょ」とあまり心配してはいない模様。
アニメ版
原作と顔が異なっており皺が少なく若く見える。圭がトラックに轢かれる日の朝には土曜日に行われる統一模試について気にしており圭に尋ねている。大丈夫と答える圭は飲み物だけ飲み、母が用意した朝食には手をつけない。
永井 慧理子（ながい えりこ）
声 - 洲崎綾 / 演 - 浜辺美波
圭の妹。病弱で、榎総合病院で療養中。圭からは「慧理」と呼ばれている。圭の黒い幽霊を初めて認識した人間。佐藤らに襲撃され誘拐されるが、間も無く解放された。佐藤に兄はどんな人間かと問われ「クズ」と表現した。母親である律に「父親似で極めて情動的」と評される。
幼少期は兄と普通に遊んでおり、仲も良かった。また、海斗に好意を抱いており海斗が犯罪者の息子だと知ってもその想いは変わらずにいた。圭が海斗に対し手の平を返したような態度をとったことに失望し、圭を嫌うようになるが、律に「一番大事なこと以外のものを犠牲にして自分のできることに全力を尽くす人を『冷たい』の一言で断罪すべきではない」と諭される。亜人そのものは嫌っておらず、理解のある方である。
戸崎の遺した資料により圭が警察に協力していたことが報道されると世間での圭の印象が良くなる。検査入院を終えて病院を出てきた彼女は圭の良い話をしている病院関係者を見て喜ぶ。圭が今どうしているのか心配している。
アニメ版
14歳。安宅総合病院に入院している。圭がトラックに轢かれる日に彼女の見舞いに行っている。佐藤に拉致された際には「亜人保護委員会 佐藤」と書かれた名刺を貰い、圭を保護したいという嘘の話を聞かされる。最終ウェーブ前に亜人の家族なので亜人狩りに遭い、襲われかけたところを圭と海斗、琴吹のIBMに助けられる。襲撃を受けた後は再び入院しており圭が何度も見舞いに来ている描写がある。圭の関係は最初に比べるとだいぶ良くなっている。
実写映画版
圭の冷徹さを理解しているものの、彼の真意に気づいており、比較的好意的な関係となっている。
永井 父
情動的な性格で、律曰く「慧理子は彼に似ている」。元々医者だったが圭が9歳の時に、ドナーの見つからない腎不全の患者をどうしても救いたいがため「臓器売買」に手を出し、それが元で仕事も家庭も全て失う。

### 佐藤対策班
オグラ・イクヤ
声 - 木下浩之
生物物理学者。無精髭を生やし、飄々とした風貌の男。1999年にアメリカに渡り、亜人研究に携わっている。極度のヘビースモーカーであり、こだわりが強い。廃止前に買い占めておいた「マイルドセブンFK」を自分のテロメアと称するほど愛煙している。作中では「最後の一本を吸い終えた時、俺は死ぬ気がする」という発言までしている。
豪胆かつ厭世的な性格の持ち主であり、我が身を省みない大胆さを以って亜人についてかなりの研究を進めている亜人研究の第一人者。何かを質問されると突飛なたとえ話を持ち出し、殺気を放つIBMを目の前にしても全く恐怖を感じない変わり者。彼の論文によると亜人も寿命で死ぬとのこと。
捕獲された圭の視察のため、来日した際、混乱に乗じて戸崎に拉致され、亜人の情報を引き出すための拷問を受ける。左手指を二本失っても何も話そうとしなかったが、拷問当初から要求していた自分の所持品のタバコを吸わせることを条件に戸崎への情報提供を行うようになる。
大臣と佐藤たちの会談の場所である入間市市民体育館で車を降りてフラッドについて話した後は圭たちとは別行動を取っている。彼は故あって入間基地に向かう2人の若者の車に同乗する。そこで彼が亜人はどう生まれたかと、彼がそのタバコを愛煙する理由が明らかになる。彼らの前に人を襲う大量のIBMが現れる。若者らは引き返そうとするが、彼はもっと近づくように叫ぶ。そこで彼は残りのタバコが最後の一本になっていることに気付き、車外に出る。最後の一本を吸いきる彼の前に近づくIBMたち、死期を悟り両腕を広げる彼、一体のIBMが彼めがけて腕を振り下ろして血が飛び散る。その直後、大量のIBMは消えてしまう。彼は右肩に傷は負ったものの生きている。
佐藤逮捕後、彼は元いたアメリカの研究施設に戻ってきていた。喫煙所でタバコを吸っているとジュンとジムに再会する。ジムからまた珍しいタバコの銘柄を吸ってるな、と言われる。日本のタバコだよと答えた彼が吸っていたのは「MEVIUS」だった。
アニメ版
IBMの説明をする際に「コレが見えるか？」と人差し指を立てている。左手指の「切断」が「骨折」に変更されている。彼が出血によりフラついたことで会話が中断されるというくだりも骨折では出血しないため「タバコが切れた（なくなった）」から会話が中断されるという形に変更になっている。「ワイルドヘブンFK」を吸っており研究所に来た時には車内にストックがある。
米軍機から逃亡した佐藤たちを再確保するため戸崎の元に集まっている。
平沢（ひらさわ）
声 - 宮崎敦吉 / 演 - 國本鍾建
戸崎に雇われている黒服の1人で、戸崎曰く以前は「中村慎也事件」で死亡した木戸に雇われていた。顔に複数の傷跡があり、右耳の上半分が欠損している。本人曰く家族とは長いことあっていないとのこと。圭の心情を機敏に読み取り、時に助言者となって精神的に支える理解者。フォージ安全での佐藤との戦闘時に銃弾を喰らいながらもそれを隠し永井圭と中野攻をビルの屋上まで護衛し、圭の「断頭」を企む佐藤から逃す。最後、佐藤との素手での戦いのあと、死亡。佐藤から「タフな人」だと称された。逆に彼は「佐藤は麻酔銃程度の弾速なら1〜2発かわせる反射神経がある」と評していた。死ぬ前に圭に銃を渡し、フォージ安全の戦いからも佐藤との戦いからも逃げるように伝え、圭に「楽しかったよ 息子たちを見ているようで」と胸中を語った。
アニメ版
右耳の上半分の欠損はなく髪も白髪ではない。武蔵重工での戦闘で精神の不調から一時的にIBMを出せなくなった圭が必死でIBMを出そうとする姿を見て「もういい」と言いながら佐藤のIBMに殺害される。
真鍋（まなべ）
声 - 乃村健次 / 演 - 永岡佑
戸崎に雇われている黒服の1人で、戸崎曰く以前は「中村慎也事件」で死亡した木戸に雇われていた。フォージ安全での戦闘で佐藤のIBMに顔面を噛み付かれプール内へと引き摺り込まれて死亡したと思われたが、生存していることが判明した。その後、入院している病院では左手をベットに手錠で拘束されていたが、点滴の針を使って解錠、病院から失踪し、圭の前に現れる。そして対策班を降りることを伝え、伊豆急下田方面の物件で穏やかな生活を送ろうとするが殺された平沢の姿が脳裏をよぎり、思い直す。フォージ安全での戦闘以降、佐藤のIBMに顔を噛み付かれた傷跡が平沢の傷跡とほぼ同じ位置に残っている。もともとはフォージ安全での作戦を最後に裏家業から足を洗うつもりでいた。
行きつけの右腕が義手の男の店に武器の調達に行くが、個人的な殺しで使う奴には売らないと断られる。しかし、平沢の死を伝えたところ好きなの持っていけと武器の提供を受ける。二度と店に来るなとも言われるが「仕事納めだ」と返答する。
国外に逃げようとヘリに掴まる佐藤にさらに掴まる圭、急上昇するヘリの勢いで圭は落下してしまう。直後、彼の放った弾丸が佐藤の耳を掠め、次弾を佐藤の胸に命中させ落下させる。その後、彼はスコープ越しに圭が佐藤を確保する瞬間を見る。佐藤が逮捕された後、彼の姿は伊豆急下田駅にあった。
アニメ版
中野に特に慕われていたが、武蔵重工の戦闘で佐藤のIBMに殺害される。
黒木（くろき）
※原作漫画では無名
声 - 矢野正明 / 演 - 木原勝利
戸崎に雇われている黒服の1人で、戸崎曰く以前は「中村慎也事件」で死亡した木戸に雇われていた。非常に無口な男。フォージ安全で首に佐藤の銃弾を受け、4人の黒服の中で最初に死亡する。隣にいた鈴村に「お先」と遺す。本人曰く裏家業は金のためにやっているとのこと。
アニメ版
武蔵重工での戦闘で佐藤のIBMによって殺される。
実写映画版
西野という名前で登場。
鈴村（すずむら）
※原作漫画では無名
声 - 中村章吾 / 演 - 蔵原健
戸崎に雇われている黒服の1人で、戸崎曰く以前は「中村慎也事件」で死亡した木戸に雇われていた。本人曰く裏家業は好きでやっているとのこと。フォージ安全戦で死亡する黒木の最後の言葉に頷いて返す。佐藤に腹部と胸部の2箇所を銃撃されたが防弾ベストを着ていたので肋骨が折れただけですんだ。田中の襲撃を警戒していたところ、自走した佐藤のIBMに身体を背中から貫かれ地面に叩きつけられる。倒れた彼の頭部を殴り潰そうとするIBMを見て「来いよ」と呟いた後に殺害される。
アニメ版
武蔵重工での佐藤との戦闘で黒服たちの中で唯一生存する。最終ウェーブに向けて戸崎から武器を調達するように頼まれるがあまり集めることは出来ない。最期は古い地下壕で佐藤ともども手榴弾で自爆し、負傷した戸崎・下村の逃走の時間稼ぎをする。
実写映画版
岸田という名前で登場。

### その他の登場人物
石丸 竹雄（いしまる たけお）
Niseki特機工業所属。圭の人体実験に立ち合い、グラント製薬がテロの標的になった時と第1ウェーブ時の亜人管理委員会の会議に参加している。第2ウェーブの暗殺リストの1番上に掲載されており、早い段階で佐藤のIBMによって出張先のホテルで殺害されてしまったため亜人管理委員会のメンバーなのかは不明。
アニメ版
一切登場しない。
桜井 和夫（さくらい かずお）
声 - 山本兼平
Niseki特機工業所属。同社の石丸竹雄が殺された翌日早朝に遺体となって発見される。第2ウェーブの暗殺リストの上から2番目に掲載されており2番目に殺された。戸崎は石丸と桜井の死を受け暗殺リストの上から順番に殺害されると考えていたが、暗殺リストの上から11番目（1番下）の岸が殺された報を受け、上から順番に殺されるのではないことを知る。
アニメ版
出張のため羽田空港から那覇空港に向かう旅客機のファーストクラス内で佐藤のIBMによって殺害された。殺害後、佐藤は出入り口付近を爆破して脱出し、旅客機は静岡県沖に不時着した。「機内に凶器を持ち込む方法」や「機内での客の会話」は、原作の第1ウェーブのグラント製薬への旅客機墜落テロの時と一部同じ描写がされている。
甲斐 敬一（かい けいいち）
演 - 堀内正美
フォージ安全社社長。戸崎とは大学時代の同期で「攻撃してくる相手は徹底的にねじ伏せる」信用できない人間と見られている。亜人である田中を防弾ベストの実験台にしたため、佐藤の暗殺リストの上から6番目に掲載される。
佐藤に社長室が襲撃された際には社長秘書の李でさえ存在を知らない安全な部屋（セーフルーム）に自分だけで隠れていたが、亜人の特性を生かした佐藤の銃撃によって殺害される。
アニメ版
戸崎との関係は一切描写されず、ニュースで殺されたと報じられるだけだった。暗殺リストでは5番目で、6番目の李と一緒に殺される。
実写映画版
名前が石丸竹雄という名前に変更され、社名もフォージ重工業に変更されている。
李 奈緒美（り なおみ）
フォージ安全社長秘書。本来なら佐藤から狙われることのないポストだが、甲斐に田中を実験台にした防弾ベストの人体実験に無理矢理加担させられ、そのことがきっかけで佐藤の暗殺リストの上から7番目に掲載されてしまう。人体実験に関わったことを悔やんでいた。田中がフォージ安全を襲撃し顔を合わせた際、田中に向かって涙を流して震えながら謝罪した。その後「この人を殺すのは間違っている」と判断した田中の手引きで安全な場所に逃走した様子。佐藤逮捕後のニュースに彼女の姿が映っており生存している模様。
アニメ版
甲斐と同様にニュースで殺されたと報じられるだけだった。暗殺リストの6番目で、5番目の甲斐と一緒に殺される。
渡辺（わたなべ）
声 - KENN
圭のクラスメイト、圭がトラックに轢かれた現場に遭遇する。テレビ番組にインタビューを受けている。亜人に対しては世間同様、差別的な思想を持っている。
中島 啓介（なかじま けいすけ）
声 - 逢坂良太
圭のクラスメイト、圭がトラックに轢かれた現場に遭遇する。「亜人」であった圭に同情的な態度を示すが、そのことがきっかけで交際相手・ユキに別れを告げられる。またその際の行動により「亜人擁護思想の人間」として政府に認定されてしまう。
アニメ版
彼が「亜人擁護思想の人間」になるエピソードは無い。
裕介（ゆうすけ）
声 - 江口拓也
中村慎也の幼少のころからの親友。捕獲されそうになった慎也を庇い、亜人管理委員会の木戸によって射殺される。死体はアメリカのメリーランド州にある某施設に送られる。
亜人の「なりかけ」で、銃で撃たれて死亡した際、復活には至らなかったが銃創が修復された。
猫沢（ねこざわ）
声 - 野川雅史 / 演 - 品川祐
佐藤ら亜人テログループに武器を供給するヤクザ。報酬として人間の臓器を佐藤らから貰っている。
アニメ版
OAD2話で臓器と引き換えに佐藤の好きなゲーム「スピランカー」の復刻版を提供している。このゲームは劇中で佐藤がプレイしている。最終ウェーブの前に佐藤が彼から武器を購入する。その際に佐藤は「来週あたりから海外にでも出てた方がいいよ、この国ちょっと大変なことになるから」と告げる。それを聞いた彼は佐藤に「一体どこまでやるつもりなんですか」と尋ねると「この国を統治するまでだよ」と答えが返ってくる。
対亜人特選群-通称「対亜」
コウマ陸佐（正確には陸幕副長による指示）によって設立された極秘の対亜人戦闘部隊で存在自体が違法の部隊であるとされる。亜人の特性を熟知し亜人との戦闘のみを想定し訓練してきており、存在を知られれば犯罪者として裁かれることを承知してコウマ陸佐について来てくれた部下達である。
その名前自体は圭の研究所脱出時から挙がっていたが、IBMへの対策が見つかっていなかったり、（部隊の性質上）公の場に出勤させることが出来ず、なかなか召集されなかったが、最終ウェーブで召集される。部隊員は5名のみで構成されており、隊員のコードネームは山荒・北狐・蝦夷鹿・穴熊といった動物の名称を使用している。隊員はMP5A4・FN-SCAR・AA-12などを装備しており、独自にカスタム化され麻酔銃を装着した特殊仕様のものを使用している。圭への支援、ゲンの殺害、高橋の無力化、大量のIBMから中野・秋山と共に一般市民の防護、拘束した佐藤の搬送を行った。撤収時に隊長と思しき人物から圭に対して感謝の言葉が伝えられる。
アニメ版
武蔵重工への宣戦布告後、官房長官は亜人に対する特別措置法が本会議で成立した結果、防衛部隊・対亜人特選群を組織したと発表する。対亜はその前から存在しており、その存在自体が違法だったが、今回の法案の成立と共に組織したことにして合法扱いにする。自衛隊の第一空挺部隊やSATから選抜されたメンバーで構成されており、人数は少なくても30人以上いる描写がされる。通常装備の他に武蔵重工の供出した非人道的兵器も所持している。しかし、佐藤たちの起こしたEMP攻撃によって電子部品を積んでいる非人道的兵器は使用できなくなり、武蔵重工の戦闘では通常装備のみで臨むことになる。
SAT隊長
声 - 櫻井トオル / 演 - 高杉亘
佐藤を確保する任務を遂行する。オグラの情報のもと、佐藤を「殺し続ける」ことで無力化を試みていたが、田中や高橋、ゲンの妨害により佐藤の反撃を許し、他の隊員もろとも佐藤に襲われ殺害される。
原作では誰が隊長か明確に描かれていなかった。
アニメ版
最初に佐藤に射殺される隊員。
実写映画版
帽子を被った隊員が隊長であると示唆されている。
山中（やまなか）
声 - 久保田民絵 / 演 - 吉行和子
田舎で一人暮らしをする老女。圭と同い年くらいの不良の孫がいる。研究所から逃亡して来た圭を、追われている亜人と知りながら自分の孫ということにしてかくまう。圭にスマートフォンとキャッシュカードを与える。
アニメ版
下の名前は「はなえ」と呼ばれているがエンディングでは「山中」としかクレジットされていない。自転車に乗った彼女が転倒した際に圭が荷物を拾いおぶったことから彼女宅で世話になることになる。圭は彼女の肩を揉んだりしている。
同じ集落の住人・北の密告によって亜人管理委員会に居場所を突き止められ千葉県警によって包囲された圭は彼女を一時的に「人質」にしたが「刑事ドラマみたいでカッコいいじゃないか」と言い、最後まで圭のことを心配していた様子だった。
北（きた）
声 - 樫井笙人
山中と同じ田舎に住む老人。田舎に住む人たちと圭が打ち解け始めたところを背後から猟銃で撃ち殺した。「何でアイツが亜人だってわかった？」との問いに北は「亜人だったろ？」としか答えなかった。
全財産はグラント製薬の株につぎ込んでいたが、佐藤が起こした大事件により株につぎ込んだ財産はすべて失う。そのことで同じ亜人と報道された圭の顔写真を見、逆恨みから圭に怒りの矛先を向け誘い出すために山中を監禁し人質に取るも、圭により猟銃自殺に見せかけ殺された。
アニメ版
自分の息子が結婚した女と共謀し、自分の畑と土地を勝手に売り払われたという過去があるせいでよそ者の人間を疑り深くなり、突如現れた圭を疑う。黒い幽霊を操っている圭と山の中で遭遇したこともある。
「亜人の居場所に関する情報を提供した者に懸賞金を与える」という報道に食い付き、亜人管理委員会に圭の居場所を通報するが、駆けつけた戸崎と下村から、その報道が虚偽であることを知らされ愕然とする。
愛（あい）
声 - 大原さやか
戸崎の婚約者。事故で意識不明になり桜総合病院に入院中だったが、フォージ安全事件中に容体が急変して死亡。親が残した借金を背負っていたため、健康保険に入っておらず、莫大な入院費を戸崎が負担していた。
戸崎からのプロポーズは1度断っていた。その理由は親が残した借金を自分で返せていないので、このまま結婚すると金ために結婚したと言われてしまうことを嫌ったため。
アニメ版
入院している病院は東都大学医学部附属病院。彼女の病室で圭はIBMを出現させたが、彼女を傷付けることは無かった。原作と違い彼女が死亡する描写は無い。
藤川 翔（ふじかわ しょう）
演 - 大林宣彦
テレビ出演した日栄大学文理学部心理学科教授。佐藤が起こした事件の後に、亜人は極めて危険な存在で、死なない亜人には人の心など存在しないなどと、全国に伝える。著書に「恐ろしい不死者の心理」がある。
立花議員の件を受けてか、その著書は70% OFFのワゴンセールに入れられている描写が佐藤逮捕後のニュースで流れる。
立花 姫子（たちばな ひめこ）
「新亜人管理法案」の制定のため尽力した議員。これまでの亜人法は「亜人の捕獲と保護」を主目的としたものだったが、新法では亜人と判明した時点で人権の垣根を超えたより包括的かつ強行な拘束・隔離措置が可能になる。彼女曰く、新法制定までには藤川の助力があった。彼女と藤川はテレビ番組に出演して新法について語っている。
放送センターでの生放送のテレビ番組に出演し、戸崎による亜人管理委員会の告発についてコメントしている最中に最終ウェーブの被害に遭って死亡する。しかし、亜人であることで復活を遂げるが、勿論彼女はそのことを知らなかったため驚きを隠せない様子だった。
佐藤逮捕後のニュースで新法の立役者である彼女が亜人であった事を受け、内容を見直すために新法は一時白紙に戻されるような描写がある。

### アニメオリジナルキャラクター
カーリー・マイヤーズ
声 - 坂本真綾
アメリカの国防総省で働くアメリカ人女性。オグラ・イクヤとそのボディガードの死の真相を調査するためアルメイダと共に来日。実は亜人で、それを知るアルメイダに非人道的な扱いを受けている。
戸崎を米大使館に運ぶ途中で下村と遭遇し戦闘になる。自分と同じ環境にある下村を当初は嫌っていたが、IBM同士の頭が接触し互いの記憶の混線が起きたことで彼女は下村の記憶の中の戸崎を知る。アルメイダの「役立たずの亜人に用は無い、実験動物は檻に閉じ込めておくのが1番だな」という非道な言葉を聞き、下村は残り1発の麻酔銃の向きを彼女からアルメイダに変え放ち眠らせた。下村の行動や下村の記憶の中にある戸崎の態度に影響を受けたのか、彼女は眠っているアルメイダに発砲し「私は新しい人生を始める」と言い残して失踪した。公式には消息不明になっている。
余談だが彼女の3DCGはパンツスーツに浮き出る下着のラインまで表現しており非常に精緻である。
ダグラス・アルメイダ
声 - 森川智之
アメリカの国防総省で働くアメリカ人男性。オグラ・イクヤとそのボディガードの死の真相を調査するためマイヤーズと共に来日。マイヤーズが亜人であることを知っており、それをいいことに彼女をこき使い、暴力をふるっている。
オグラの遺留品にタバコ（ワイルドヘブンFK）が無いこと気付き、戸崎を問い詰めるもシラを切られため薬物を使用し強引に拉致する。その現場を下村に見られてしまったため下村とマイヤーズのIBM同士で戦闘になり既にIBMを使用していたことで下村は敗北・負傷し、戸崎は連れ去られる。下村と合流した圭たちは戸崎奪還のため監禁されているセーフハウスに襲撃をかける。危機を悟った彼らは戸崎を連れて米大使館へと逃亡する。圭たちと彼らはカーチェイスを繰り広げる。車が使えなくなった彼らは戸崎を連れて徒歩で大使館まで向かう。
下村に麻酔銃で眠らされた後に新しい人生を始めることを決意したマイヤーズに銃殺される。公式には消息不明になっている。
木村（きむら）
声 - 三宅貴大
第2ウェーブで他の亜人たちと共に佐藤の仲間になった亜人。佐藤たちが自作したEMPを積んだトラックで武蔵重工の封鎖戦正面前に乗りつけたり、逃走経路を確保などする。
佐藤が首相官邸に殺人ガスを積んだミサイルを発射したのを受け、他の亜人たちと同様に佐藤の元から去っていった。奥山・高橋・ゲンとは違い、他の亜人たちと同様に佐藤と戦うことはしなかった。

## 用語

### 概要
亜人
1990年代にアフリカの戦場で初めて発見され、その能力から当初は畏れられるが、再生能力以外は一般人と同じと思われたため恐怖は薄れ、後に人類の研究対象と定義された。
作中当初の段階では、亜人は世界で47人、日本では2人しか発見されておらず、希少な存在とされている。このため、TVショーでは「亜人を捕獲した人には1億円の懸賞金が出る」などの報道がなされ、海外の裏ルートでは実際にさらに高値な取引金額が提示されるなど、金銭目的で行動する人間を惹きつける格好の的となっている。金になることから、マフィアや外国の工作員、スパイなどありとあらゆる勢力が狙っており、亜人が発見された場合は、国・政府・警察・厚生労働省は全力をもって捕獲に当たる。医療/軍事用の人体実験用の動物として非常に優秀なサンプルとなりえることから、政府・企業のプロパガンダにより「亜人は人間でない」と定義されており、発見し次第人権や尊厳をはく奪される形で処理される。世間の人間は亜人に対して他種であるかのように排他的な感情を抱いている。しかし、亜人の発祥など謎の部分も多く、そもそも発覚さえしなければ普通の人間と何ら変わらない面から、一部の登場人物によっては「亜人も人間である」と主張もされている。
能力
外見は通常の人間と同様だが、死亡した際には即座に蘇るという驚異的な再生能力を持つ。ただし、死に至らない限り再生能力は発揮されないため、例えば手足を失ってしまった場合には一旦死亡することでしか再生することはない。したがって死亡するまで、自他ともに亜人であることを知ることができない。
痛覚は、死なない限り通常の人間同様に存在する。そのため、人体実験などで何度も殺されれば、その都度、痛みや苦しみを味わうこととなる。切断された体の一部は近くにある場合は再生時に本体に回収されるが、本体から離れた場合には頭部であっても回収されず、新たなパーツを作り補う。
また、再生時に体内に異物（銃弾など）がある場合、肝臓がアルコールを分解するように、異物を分解することができる。佐藤はこの仕組みを応用し、腕を切り落とし回収しきれないところへ捨て、切断した腕の断面を壁に押し付け、壁を分解し穴を開けることに成功している。
亜人にも寿命が存在し、寿命を迎える以外は死なない。しかし、 亜人にとって「断頭」が死と同意と捉える者もいる。切断された頭部を回収しきれず、復活した場合新たな頭部を作る。新たな頭部は細胞や記憶までもが完璧に再生するが、あくまで回収しきれなかった頭部が自分である。すなわち、本来の自分は死に再生しないということになる。これはスワンプマンの思考実験に類似する。
他の能力としては、叫び声を上げることにより、聞いた相手を一時的に金縛りのような状態にすることができる。叫び声は擬死状態が解除される際に起きる生理現象という結論が出されており、その亜人と親しく接している人物や、亜人を差別していない人間、自分が仲間と認識した人間、亜人であると認識していない人間に対しては効果が低い。また、叫び声は耳栓をすることである程度防げる。
後述の「黒い幽霊」を操ることができるが、亜人なら誰でも出して自由に操れるわけでは無く、コツが要ると語られている。

### 黒い幽霊
通称IBM（Invisible Black Matterの略）。「亜人」の操ることができる自身の分身のような存在。全身が包帯で巻かれた人のような姿をしており、単行本の表紙を飾るなど本作品を象徴する重要な存在。
全身が透過率100%の未知の物体で構成されており、亜人同士にしかその姿を見ることはできないが、強い殺意を感じた通常の人間も姿を視認できるようになる。しかし、映像には映らない。霊的な存在ではなく物質であるため、足跡は残り、幽霊が手に持っているものは宙に浮いて見え、小麦粉などの粉をかけると誰からでも存在を認識できるようになる。
黒い幽霊の外見は、共通してヒト型の男性であり、原始的な動物の攻撃手段である鋭利な歯や爪を持つ。いわゆる「火事場の馬鹿力」を常に発揮するため、高い跳躍力、人体を一撃で引き裂くなど高い戦闘力を持っている。亜人によって姿に個体差があるものの基本的にはプレーンと呼ばれる人型である。稀に腕が伸びる、羽が生えて空を飛ぶことが可能なものなども存在する。
オグラ・イクヤによると、黒い幽霊を構成する物質は極めて不安定なため、『発生』と『崩壊』が同時に始まっているとのこと。手足など細部の欠損、刀傷などは徐々に回復するが、殴打で粉砕された場合はその部分が砂のように飛び散ってしまい、再生できなくなる。幽霊の弱点は頭部であり、頭を粉砕された場合は戦闘不能となってしまう。操者とは電気信号のようなもので繋がっているため、情報の伝達が遮断される雨や霧など悪天候下では出せない。しかし操者とIBMの両者が傘をさすなどで雨を防げば操縦は可能である。黒い幽霊の頭部同士が衝突しお互い崩壊した際、お互いの記憶の断片が飛び込んだり、精神状態が入れ替わる現象が起こる。
1日に出現させることができる回数は1、2体であり、本人の熟練度によって出現させられる回数が増える。姿を保ったまま活動可能な時間は5分程度である。複数となれば操作の難易度が増す。希に中村慎也のように一度に複数の黒い幽霊を出現させることができる者もいるが、これはかなり稀な事例であり、「フラッド」現象と呼ばれている。
フラッドが起こる条件は、一生に一度あるかないかの感情の高まりと復活時のIBM濃度の上昇の2つである。フラッドで作り出されるIBMは平均10〜15体で発現の発端となったシンプルな感情に従い行動し続ける。そのときのIBMはコントロール不能である。中村慎也事件の場合のシンプルな感情は殺意であり、消失するまで付近の人間を殺し続けた。また、フラッドの発現付近で亜人になりかけの死体が観測されることが度々ある。オグラ・イクヤによるとフラッドの発現時に高濃度化した体内IBMが近くの死んで間もない人間に影響をおよぼすという。フラッドを発生させた亜人に対して、上記の「黒い幽霊同士の頭部衝突による精神交差」を行うと、精神交差をした亜人にもフラッド現象が発生する。この場合両者の持つIBM量が異なっていても同量、同性能の黒い幽霊が発生し、発生した黒い幽霊はフラッド現象の起因となる感情に沿って行動する。この「精神交差によるフラッド現象」を繰り返し起こすことで数百体に及ぶ黒い幽霊を発生させることが出来る。
亜人の中でも黒い幽霊を操る者は「別種」「アドバンス」と呼称されている。亜人だからといって全員が黒い幽霊を出せるわけではなく、何らかの素質や覚醒が引き金となって突然に使えるようになる特殊能力である。殺され続ける、誰かを恨み続けるなど、強いストレスがかかることでIBMの出現の可能性は上がる。
IBMは亜人にとって、ラジコンを操縦するというより犬に命令するといった感覚に近い。田中のように従順かつ言葉を喋れるものもいるが、田中が意識を失った場合、行動不能になってしまう。正反対に永井圭のように全く命令を聞かず、攻撃してくるものもおり、永井圭の意識の有無関係なく行動する。黒い幽霊の独断の行動を「自走」と呼び、佐藤は自身の黒い幽霊を放任することで可能にした。

### その他の用語
中村慎也事件
中村慎也による亜人管理委員会の役人の惨殺事件。日本における初のフラッドの発現で、中村慎也の殺意に従った十数体のIBMが彼らに目撃される。この事件の発生までは亜人は不死身なこと以外は人間と同じと考えられ、IBMの存在は日本では知られていなかった。

## 書誌情報

### 単行本
- 桜井画門 『亜人』 講談社〈アフタヌーンKC〉、全17巻
  1. 2013年3月7日発売[61]、ISBN 978-4-06-387868-4
  2. 2013年6月7日発売[62]、ISBN 978-4-06-387902-5
  3. 2014年1月7日発売[63]、ISBN 978-4-06-387934-6
  4. 2014年5月7日発売[64]、ISBN 978-4-06-387972-8
  5. 2014年11月7日発売[65]、ISBN 978-4-06-388007-6
  6. 2015年6月5日発売[66]、ISBN 978-4-06-388067-0
  7. 2015年11月6日発売[67]、ISBN 978-4-06-388098-4
  8. 2016年5月6日発売[68]、ISBN 978-4-06-388137-0
    - DVD付き限定版 4月28日発売[69]、ISBN 978-4-06-358796-8

  9. 2016年10月7日発売[70]、ISBN 978-4-06-388189-9
    - DVD付き限定版 同日発売[71]、ISBN 978-4-06-358797-5

  10. 2017年4月7日発売[72]、ISBN 978-4-06-388248-3
    - DVD付き限定版 同日発売[73]、ISBN 978-4-06-358798-2

  11. 2017年9月7日発売[74]、ISBN 978-4-06-388285-8
  12. 2018年5月7日発売[75]、ISBN 978-4-06-511462-9
  13. 2018年11月7日発売[76]、ISBN 978-4-06-513444-3
  14. 2019年6月7日発売[77]、ISBN 978-4-06-516045-9
  15. 2019年9月7日発売[78]、ISBN 978-4-06-517509-5
  16. 2020年5月7日発売[79]、ISBN 978-4-06-519476-8
  17. 2021年5月7日発売[80]、ISBN 978-4-06-522989-7

### 小説
- 原作:桜井画門、著者:松田朱夏、脚本:瀬古浩司、山浦雅大、原作:映画「亜人」製作委員会 『小説 映画 亜人』 〈KCデラックス〉、2017年9月5日発売[81]、ISBN 978-4-06-393270-6

## アニメ
2015年6月5日に劇場アニメ版（以下「劇場版」）が、同年9月10日にテレビアニメシリーズの制作を発表。スタッフは概ね共通で、ほぼ同時期に両方が制作されていることもあり、双方に主従関係は無く、劇場版は総監督の瀬下を中心に、テレビシリーズは監督の安藤を中心とした体制で製作されている。尺の長さが違うため、劇場版はスピーディに展開され、テレビ版は登場人物の心情が掘り下げられている。
劇場版は全3部作構成で、第1部『亜人 -衝動-』（あじん しょうどう）は同年11月27日、第2部『亜人 -衝突-』（あじん しょうとつ）は2016年5月6日、第3部『亜人 -衝戟-』（あじん しょうげき）は2016年9月23日に公開。声の録音はプレスコで行われた。第2部の公開直前となる2016年5月5日木曜2時（水曜深夜）にBS11にて第1部が放送された。
テレビシリーズは第1クールが2016年1月から4月まで、第2クールが同年10月から12月まで、MBS・TBS・CBC（第1クールのみ）・BS-TBSのアニメイズム前半（B1）枠にて放送された。動画配信サービスNETFLIXでも配信。
上記のほか、原作コミックス限定版に付属するOVAも3作製作されている。
本作品は3DCGをメインにして制作されており、レンダリングをセル画のように出力することで自然なアニメーションを実現している。
第1クール放送中の2016年1月31日をもってスターチャイルドレコードが消滅したため、当作品がスターチャイルドレコード名義で制作された最後の作品となった。

### スタッフ
- 原作 - 桜井画門
- 総監督 - 瀬下寛之
- 監督 - 安藤裕章
- シリーズ構成 - 瀬古浩司
- プロダクションデザイナー - 田中直哉、Ferdinando Patulli（劇場版第2部・第3部）
- キャラクターデザイナー - 森山佑樹
- コンセプトデザイナー - Ferdinando Patulli、中村郁美
- グラフィックデザイナー - 桑原竜也
- 美術監督 - 滝口比呂志、松本吉勝（劇場版第2部・第3部）
- 色彩設計 - 野地弘納
- 造形監督 - 片塰満則
- アニメーションディレクター - 元田康弘
- CGスーパーバイザー - 岩田健志、菅井進、上本雅之、溝口結城
- 編集 - 肥田文（劇場版）、渡邊潤、田部季美（TVシリーズ第2クール）
- 音響監督 - 岩浪美和
- 音楽 - 菅野祐悟
- 音楽制作 - キングレコード（旧スターチャイルドレコード）
- プロデューサー - 須藤孝太郎、山崎慶彦、齋藤秀行、齋藤雅哉、亀井博司（TVシリーズ）
- 制作プロデューサー - 高久美知子
- アニメーション制作 - ポリゴン・ピクチュアズ
- 劇場版配給 - 東宝映像事業部
- 製作
  - 劇場版・TV - 亜人管理委員会（キングレコード、講談社、ポリゴン・ピクチュアズ、クロックワークス、ソニー・ミュージックコミュニケーションズ、東宝）、MBS（TVシリーズ）
  - OAD - 亜人管理委員会別室

### 主題歌

#### 劇場版
「夜は眠れるかい？」
第1部主題歌。作詞は山村隆太、作曲は阪井一生、編曲は百田留衣、歌はflumpool。
「innocence」
第2部主題歌。歌はLAMP IN TERREN。
「The Birth」
第3部主題歌。作詞・歌は宮野真守、作曲・編曲はJin Nakamura。

#### TV・OAD
「夜は眠れるかい？」
第1クールオープニングテーマ。flumpoolによる劇場版第1部と同一の楽曲。
「僕は僕であって」
第2クール前半のオープニングテーマ。作詞はatsuko、作曲はatsuko、KATSU、編曲はKATSU、Satoshi Yaginuma、歌はangela × fripSide。
「The end of escape」
第2クール後半のオープニングテーマ。作詞・作曲はSatoshi Yaginuma、編曲はSatoshi Yaginuma、KATSU、歌はfripSide × angela。
「HOW CLOSE YOU ARE」
第1クールエンディングテーマ。作詞はmarhy、CJ VANSTON、Jin Nakamura、作曲・編曲はJin Nakamura、CJ VANSTON、歌は宮野真守。
「校庭の隅に二人、風が吹いて今なら言えるかな」
第2クールエンディングテーマ。作詞・作曲は尾崎世界観、編曲・歌はクリープハイプ。

### 各話リスト
| 話数   | サブタイトル | 脚本                     | ストーリーボード                                           | 演出                         | 公開日         |
| ------ | ------------ | ------------------------ | ---------------------------------------------------------- | ---------------------------- | -------------- |
| 第1部  | 衝動         | 瀬古浩司 猪原健太 熊谷純 | 森田宏幸、福島宏之 りょーちも、鹿住朗生 大串映二、井手恵介 | 鹿住朗生 りょーちも 井手恵介 | 2015年11月27日 |
| 第2部  | 衝突         |                          |                                                            |                              | 2016年5月6日   |
| 最終章 | 衝戟         |                          |                                                            |                              | 9月23日        |

| 話数      | サブタイトル                                 | 脚本              | ストーリーボード              | 演出              |
| 第1クール | 第1クール                                    | 第1クール         | 第1クール                     | 第1クール         |
| --------- | -------------------------------------------- | ----------------- | ----------------------------- | ----------------- |
| #01       | 僕らには関係ない話                           | 猪原健太          | 福島宏之、りょーちも 森田宏幸 | 瀬下寛之 安藤裕章 |
| #02       | 何でこんなことになったんだ。僕は悪くないのに | 熊谷純            | 福島宏之、りょーちも 森田宏幸 | りょーちも        |
| #03       | もうダメじゃないかな？                       | 猪原健太          | 森田宏幸、鹿住朗生            | 鹿住朗生          |
| #04       | 君は黒い幽霊を見たことがあるか？             | 熊谷純            | 森田宏幸、りょーちも 大串映二 | りょーちも        |
| #05       | いざとなったら助けを求める最低なクズ         | 猪原健太          | 森田宏幸、鹿住朗生            | 鹿住朗生          |
| #06       | 君もブチ殺してやる                           | 熊谷純            | 森田宏幸、大串映二 井出恵介   | 井出恵介          |
| #07       | そして必ず隠蔽する                           | 瀬古浩司          | 森田宏幸、りょーちも          | りょーちも        |
| #08       | 衝戟に備えろ                                 | 猪原健太          | 森田宏幸、鹿住朗生            | 鹿住朗生          |
| #09       | 待て、もう一度話し合おう                     | 瀬古浩司          | 森田宏幸、井出恵介            | 井出恵介          |
| #10       | 発生と同時に崩壊が始まっている               | 猪原健太 熊谷純   | 森田宏幸、りょーちも          | りょーちも        |
| #11       | さあ、ショウタイムだ                         | 瀬古浩司          | 鹿住朗生                      | 鹿住朗生          |
| #12       | いやあ、疲れたね                             | 猪原健太          | 森田宏幸、井出恵介            | 井出恵介          |
| #13       | 佐藤さん、あんたのせいでメチャクチャだ       | 瀬古浩司          | 森田宏幸、りょーちも          | りょーちも        |
| 第2クール |                                              |                   |                               |                   |
| #14       | なんかめんどくさくなってきた                 | 瀬古浩司          | 島津裕行、森田宏幸            | 岩田健志          |
| #15       | どいつもこいつもバカばっかりだ               | 瀬古浩司          | 井出恵介、森田宏幸 大串映二   | 井出恵介          |
| #16       | 俺はいつだって怖い                           | 瀬古浩司          | りょーちも、森田宏幸          | 米林拓            |
| #17       | 反吐が出ますね                               | 瀬古浩司          | 島津裕行                      | 岩田健志          |
| #18       | クロちゃん、お願い                           | 猪原健太          | 井出恵介、森田宏幸            | 井出恵介          |
| #19       | 飼い犬は大変だな                             | 瀬古浩司          | りょーちも、森田宏幸          | 岩田健志          |
| #20       | クロちゃん、もう一度だけ                     | 猪原健太          | 森田宏幸、井出恵介 大串映二   | 井出恵介          |
| #21       | この国ちょっと大変なことになるから           | 瀬古浩司          | りょーちも、森田宏幸 大串映二 | 岩田健志          |
| #22       | 邪魔してるのはあんたの方だろ                 | 猪原健太          | 井手恵介、森田宏幸            | 井手恵介          |
| #23       | 僕はやりませんよ                             | 瀬古浩司          | 島津裕行、菅井進              | 米林拓            |
| #24       | これじゃホントに戦争じゃないすか             | 瀬古浩司 猪原健太 | 井手恵介、森田宏幸            | 井手恵介          |
| #25       | でもまあ、面白そうだからいいけどね           | 瀬古浩司          | 安藤裕章                      | 安藤裕章          |
| #26       | 僕も約束しますよ、佐藤さん                   | 瀬古浩司          | 井手恵介、安藤裕章            | 井手恵介          |

| サブタイトル | 脚本     | ストーリーボード | 演出              | 収録巻           | 備考                                                               |
| ------------ | -------- | ---------------- | ----------------- | ---------------- | ------------------------------------------------------------------ |
| 中村慎也事件 | 猪原健太 | 福島宏之         | 福島宏之 鹿住朗生 | 原作第8巻限定版  | 日本で最初に亜人認定された「中村慎也」が主人公。                   |
| Intermission | 猪原健太 | 鹿住朗生         | 鹿住朗生          | 原作第9巻限定版  | 本編から離れた非戦闘時における登場人物の行状を若干コミカルに描く。 |
| 佐藤ZERO     | 瀬古浩司 |                  |                   | 原作第10巻限定版 | 「フォックス」と呼ばれていた時代の佐藤が主人公。                   |

### 放送局
| 放送期間                | 放送時間                     | 放送局    | 対象地域   | 備考     |
| ----------------------- | ---------------------------- | --------- | ---------- | -------- |
| 2016年1月16日 - 4月9日  | 土曜 1:55 - 2:25（金曜深夜） | TBSテレビ | 関東広域圏 | 字幕放送 |
|                         | 土曜 2:10 - 2:40（金曜深夜） | 毎日放送  | 近畿広域圏 | 製作局   |
|                         | 土曜 2:43 - 3:13（金曜深夜） | CBCテレビ | 中京広域圏 |          |
| 2016年1月17日 - 4月10日 | 日曜 0:00 - 0:30（土曜深夜） | BS-TBS    | 日本全域   | BS放送   |

| 放送期間                 | 放送時間                     | 放送局    | 対象地域   | 備考     |
| ------------------------ | ---------------------------- | --------- | ---------- | -------- |
| 2016年10月8日 - 12月24日 | 土曜 2:25 - 2:55（金曜深夜） | TBSテレビ | 関東広域圏 | 字幕放送 |
|                          | 土曜 2:40 - 3:10（金曜深夜） | 毎日放送  | 近畿広域圏 | 製作局   |
| 2016年10月9日 - 12月25日 | 日曜 0:30 - 1:00（土曜深夜） | BS-TBS    | 日本全域   | BS放送   |

### BD / DVD
| 巻   | 発売日        | 収録話          | 規格品番   | 規格品番     | 規格品番   |
| 巻   | 発売日        | 収録話          | BD限定版   | BD通常版     | DVD限定版  |
| ---- | ------------- | --------------- | ---------- | ------------ | ---------- |
| 1    | 2016年3月16日 | 第1話 - 第2話   | KIXA-90605 | KIXA-605     | KIBA-92253 |
| 2    | 4月13日       | 第3話 - 第4話   | KIXA-90606 | KIXA-606     | KIBA-92254 |
| 3    | 5月18日       | 第5話 - 第6話   | KIXA-90607 | KIXA-607     | KIBA-92255 |
| 4    | 6月15日       | 第7話 - 第8話   | KIXA-90608 | KIXA-608     | KIBA-92256 |
| 5    | 7月13日       | 第9話 - 第10話  | KIXA-90609 | KIXA-609     | KIBA-92257 |
| 6    | 8月10日       | 第11話 - 第13話 | KIXA-90610 | KIXA-610     | KIBA-92258 |
| 劇場 | 12月28日      | 劇場3部作       |            | KIXA-727〜30 |            |

| 毎日放送 アニメイズム B1                | 毎日放送 アニメイズム B1             | 毎日放送 アニメイズム B1                          |
| 前番組                                  | 番組名                               | 次番組                                            |
| --------------------------------------- | ------------------------------------ | ------------------------------------------------- |
| K RETURN OF KINGS （2015年10月 - 12月） | 亜人 第1クール （2016年1月 - 3月）   | 迷家-マヨイガ- （2016年4月 - 6月）                |
| 毎日放送 アニメイズム B2                |                                      |                                                   |
| ベルセルク                              | 亜人 第2クール （2016年10月 - 12月） | 昭和元禄落語心中 -助六再び篇- （2017年1月 - 3月） |

## 実写映画
2017年9月30日より全国東宝系にて公開。主演は佐藤健、監督は本広克行。主人公・永井圭や敵対する亜人・佐藤の年齢を演者に近づけるなど、実写に最適化された設定変更が成されている。
アニメ版で曽我部役を演じていた声優の鈴村健一の弟・鈴村正樹がアクション監督補佐を担当している縁から、鈴村健一が本作品では俳優としてアナウンサー・岩清水憲明役を演じている。また、永井圭役を演じていた宮野真守が本作品では圭のIBMの声を担当しているほか、佐藤役を演じていた大塚芳忠が本作品ではテレビCMのナレーションを担当している。

### あらすじ（映画）
東都大学付属病院の26歳の研修医・永井圭は、ある日トラックに轢かれて死亡したかに思われたが、死から復活した現場を大勢に目撃されたことから、国内三例目の亜人であることが判明する。
その後、政府に拘束された圭は、亜人研究所で壮絶な人体実験が行われるが、そこに亜人の佐藤と田中が突入してくる。佐藤は押し寄せる警備員を殺戮して、圭を開放して「共に亜人の未来のために戦おう」と仲間に誘う。しかし、所員2人を殺そうとした佐藤に発砲して逃がそうとしたことから、佐藤と対立。幽霊同士の戦闘から逃れて、圭は屋上から飛び降りて研究所から脱出する。その後、佐藤と田中はマスコミの前で、政府による「亜人に対する人体実験」が行われていた事実が語られ、「亜人の人権」と「特別自治区」を認めるよう告白する。
病院に入院中の圭の妹・慧理子を拉致すべく、亜人の田中の幽霊が現れる。政府の亜人関連の幹部・戸崎優の部下で、亜人でもある下村泉が幽霊で応戦して事なきを得る。山の方にある田舎に住む老女・山中に助けられていた圭は、テレビで慧理子の事件を知って病院の屋上に慧理子を呼び出し、妹と共に山中の家にやっかいになる。
亜人公式サイト「亜人.com」から仲間を募集した佐藤は、飛行機をハイジャックして厚生労働省のビルに突っ込ませて、大規模テロを行う。さらに、ショットガンやナイフで警視庁特殊急襲部隊「SAT」を全滅させる。そして「20日後の午後20時までに東京都を明け渡して亜人特別区にすること」を要求し、従わなければ東京都全域に「特殊神経ガスAJVX」を散布すると宣言する。政府は「九州南部の無人島もしくは北海道の一部に亜人特別自治区を制定する」と和解を求めるが、佐藤は交渉決裂する。
政府は、自衛隊の精鋭から招集した対亜人特選群の設立を決定し、亜人との徹底抗戦を宣言する。そして、戸崎の元に訪れた圭は、佐藤を倒すために協力を申し出る。神経ガスのあるフォージ重工業の秘書室に罠を張った圭たちは、アサルトライフルを持って強襲する田中たちを待ち受け、幽霊の粒子を目眩ましにして拘束する。しかし、自らの肉体を郊外にある破砕機でミンチにして、フォージ重工業に転送侵入した佐藤は幽霊を巧みに操り危機を脱出し、神経ガスを奪いさる。
そして佐藤と圭、田中と泉による亜人同士の熾烈な最終決戦が始まるのであった。

### 設定変更
- 撮影当時の俳優の実年齢に合わせ、永井圭は26歳の研修医、佐藤は30代後半くらいの年齢に変更されている。また、圭の妹の慧理子も18歳くらいに変更されている。
- 国内二例目の亜人である田中は2年間の人体実験をされていたが、佐藤は亜人と判明して以降20年間の人体実験に遭い、人間への恨みが根底にあるという設定になっている。
- 圭の幽霊は単体だと黒色だが、佐藤の幽霊と同時に映る場面では青みがかった黒色になる。下村の幽霊も同様で田中の幽霊と同時に映る場面では青みがかった黒色になる。また、劇中では「幽霊」という言葉が出てくるが「黒い幽霊」と「IBM」という言葉は出てこない。
- 原作にある「断頭」の概念は登場しない[注 83]。

### キャスト（映画）
- 永井圭：佐藤健
- 佐藤：綾野剛
- 戸崎優：玉山鉄二
- 田中功次：城田優
- 奥山真澄：千葉雄大
- 下村泉：川栄李奈
- 永井慧理子：浜辺美波
- 高橋：山田裕貴
- ゲン：平埜生成
- 厚労大臣：中村育二
- 石丸竹雄：堀内正美
- 警視庁副総監：升毅
- SAT隊長：高杉亘
- 猫沢：品川祐
- 要人：緋田康人
- 要人：森田順平
- 平沢：國本鍾建
- 工員：今野浩喜
- 近藤：須田邦裕
- 真鍋：永岡佑
- 西野：木原勝利
- 岸田：蔵原健
- 野村：田中壮太郎
- 田原：中川晴樹
- 要人：信太昌之
- 要人：中山克己
- 警備員：オラキオ
- 亜人：森岡龍
- 亜人：稲垣成弥
- 亜人：大和孔太
- 亜人：堀内佑太
- 秘書：森本のぶ
- アナウンサー：梅宮万紗子
- 村人：北山雅康
- アナウンサー：森功至
- アナウンサー：鈴村健一
- 本人役：HIKAKIN
- 大森一樹
- 藤川翔：大林宣彦
- 警備部長：志賀廣太郎
- 山中：吉行和子
- IBM：宮野真守（声の出演）

### スタッフ（映画）
- 原作：桜井画門「亜人」（講談社「good!アフタヌーン」連載）
- 監督：本広克行
- 脚本：瀬古浩司、山浦雅大
- 音楽：菅野祐悟
- 主題歌：THE ORAL CIGARETTES「BLACK MEMORY」（A-Sketch）
- 製作：市川南
- 共同製作：吉崎圭一、畠中達郎、吉羽治、弓矢政法、髙橋誠、吉川英作、板東浩二、坂本健、舛田淳、荒波修
- エグゼクティブプロデューサー：山内章弘
- プロデューサー：佐藤善宏、臼井真之介、牧野治康
- プロダクション統括：佐藤毅、鈴木嘉弘
- 監督補：木村好克
- 助監督：山本透
- アクション監督：大内貴仁
- アクション監督補佐：鈴村正樹
- 軍事考証：越康広、長谷部浩幸
- ラインプロデューサー：岡林修平
- 撮影：佐光朗
- 照明：加瀬弘行
- 録音：加来昭彦
- 美術：禪洲幸久
- 装飾：鈴木仁
- ガンエフェクト：納富貴久男、田渕寿雄、高原浩一、近藤力、榎本亮
- 衣装デザイン：岡田敦之
- メイク：葉山三紀子
- 編集：岸野由佳子
- サウンドデザイン：大河原将
- VFXスーパーバイザー：荻島秀明
- 特殊造形プロデューサー：西村喜廣
- 制作担当：高瀬大樹
- キャスティング：田端利江
- 宣伝プロデューサー：林原祥一
- 配給：東宝
- 製作プロダクション：東宝映画、Production I.G
- 製作：映画「亜人」製作委員会（東宝、電通、アミューズ、講談社、ジェイアール東日本企画、KDDI、日本出版販売、NTTぷらら、ローソンHMVエンタテイメント、LINE、GYAO）

### 受賞
- 第38回ポルト国際映画祭[97]
  - 最優秀視覚効果賞
  - オリエントエクスプレス最優秀作品賞
- ジャパンアクションアワード2018[98][99]
  - ベストアクション男優賞 最優秀賞（佐藤健）
- VFX-JAPANアワード2018 劇場公開実写映画部門[100]
  - 優秀賞
- 第22回日本インターネット映画大賞
  - ニューフェイスブレイク賞（浜辺美波）
- 第30回日刊スポーツ映画大賞・石原裕次郎賞[101]
  - 新人賞（浜辺美波）

## パチンコ・パチスロ
- パチスロ：パチスロ亜人（2017年、オリンピア）[102]
- パチンコ：P亜人（2019年、平和）

## 他作品との一致点
亜人とけいおん!では後者の方が発表時期は早い。

### 登場人物名
| 亜人             | けいおん!  | 一致点        |
| ---------------- | ---------- | ------------- |
| 平沢             | 平沢唯     | 平沢          |
| 秋山 礼二        | 秋山澪     | 秋山          |
| 田井中 陽子      | 田井中律   | 田井中        |
| 永井 律          | 田井中律   | 律            |
| 琴吹 武          | 琴吹紬     | 琴吹          |
| 中野 攻          | 中野梓     | 中野          |
| 真鍋             | 真鍋和     | 真鍋          |
| 山中             | 山中さわ子 | 山中          |
| （旧姓）泉さわ子 | 山中さわ子 | さわ子        |
| スズキ・ジュン   | 鈴木純     | すずき じゅん |
| 曽我部           | 曽我部恵   | 曽我部        |

### 各話タイトル
5巻21話「バトルフィールド バッドカンパニー」
エレクトロニック・アーツから発売されたFPS（ファーストパーソン・シューティング）ゲーム名。
5巻24話「Come with Me!!」
けいおん!の平沢唯のキャラクターソング名。
6巻26話「Genius…!?」
放課後ティータイムの4枚目のシングル「GO! GO! MANIAC」のカップリング名。
7巻29話「Listen!!」
放課後ティータイムの5枚目のシングル名。 テレビアニメ「けいおん!!」（アニメ第2期）の前期エンディングテーマ名。
7巻30話「Call Of Duty」
第二次世界大戦を舞台にしたFPSで、『CoDシリーズ』の第1作目の名称。
7巻31話「Don't say "lazy"」
桜高軽音部の2枚目のシングル名。テレビアニメ「けいおん!」のエンディングテーマ名。
8巻34話「スプリンターセル」
作家トム・クランシー監修のステルスゲームシリーズであり、ユービーアイソフトにより製作・販売されたゲーム名。
8巻35話「The Man Trap」
アメリカのSFテレビシリーズ「スタートレック」のシーズン1の最初のエピソード名。話中、佐藤が「ミスター・スポック」と発言。
8巻38話「バトルフィールド ハードライン」
日本でエレクトロニック・アーツから発売された『バトルフィールドシリーズ』のFPSゲーム名。
10巻45話「U&I」
テレビアニメ『けいおん!!』（アニメ第2期）の劇中歌シングル名。また、戸崎 優（U）と（&）その婚約者・愛（I）で「U&I」となる。
10巻46話「おはよう、またあした」
放課後ティータイムの11枚目のシングル「Singing!」のカップリング曲名。
10巻47話「Call of Duty:Infinite Warfare」
FPSのコール オブ デューティシリーズの作品で、初の宇宙を舞台にした作品の名称。

## その他
- 原作において「JR」「NHK」「TBS」「毎日新聞」「ディズニー」「ワーナー」「ビートルズ」「ニトリ」「TSUTAYA」「DMM.com」「Hasegawa」「TAMIYA」など実在する組織や企業、グループの名称を登場させている[注 84]。
- 原作において「マイルドセブンFK」「KOOL」「Marlboro」「アメリカンスピリット」「MEVIUS」など実在するタバコを登場させている[注 84]。
- 原作において「ATRAS」「ZEPHYR」「NOKIAの携帯電話」「Araiのヘルメット」「HIMEDIC」「DELLのノートパソコンやスマートフォン」「UCFの帽子」「森以蔵の焼酎」「DIGNO」「力水」（炭酸飲料）「G-SHOCK」「Skype」「F-70C」「iPhone」「Heinekenのビール」「Dr Pepper」「Nikeのシューズ」「ALL STAR」「Nikonのジャケット」「サロンパス」「JCBカード」「AFIS」「サンポール」「F-2」「F-15」「PAC-3」「GEORGIAの缶コーヒー」「NECのタブレット」「Qlione」「Dio」「ニューバランスのシューズ」「DUCATI 998」「アグスタA109E」など実在する商品や兵器を登場させている[注 84]。
- 原作において「ハリー・ポッター」「マイケル・ベイの映画」「爆笑オンエアバトル」「ANN」「NNN」など実在する映画や番組を登場させている[注 84]。
- 原作において「マリオブラザーズ」「アイスクライマー」「PS Vita」「MSFS」「Xbox 360」「パックマン」「フロッガー」「ディグダグ」「ドンキーコング」「テトリス」「ゲームボーイ」「ポケコン」「ファミコン」「Xbox」「スーパーファミコン」など実在するゲームを登場させている[注 84]。